# Heer Alexanders des Großen

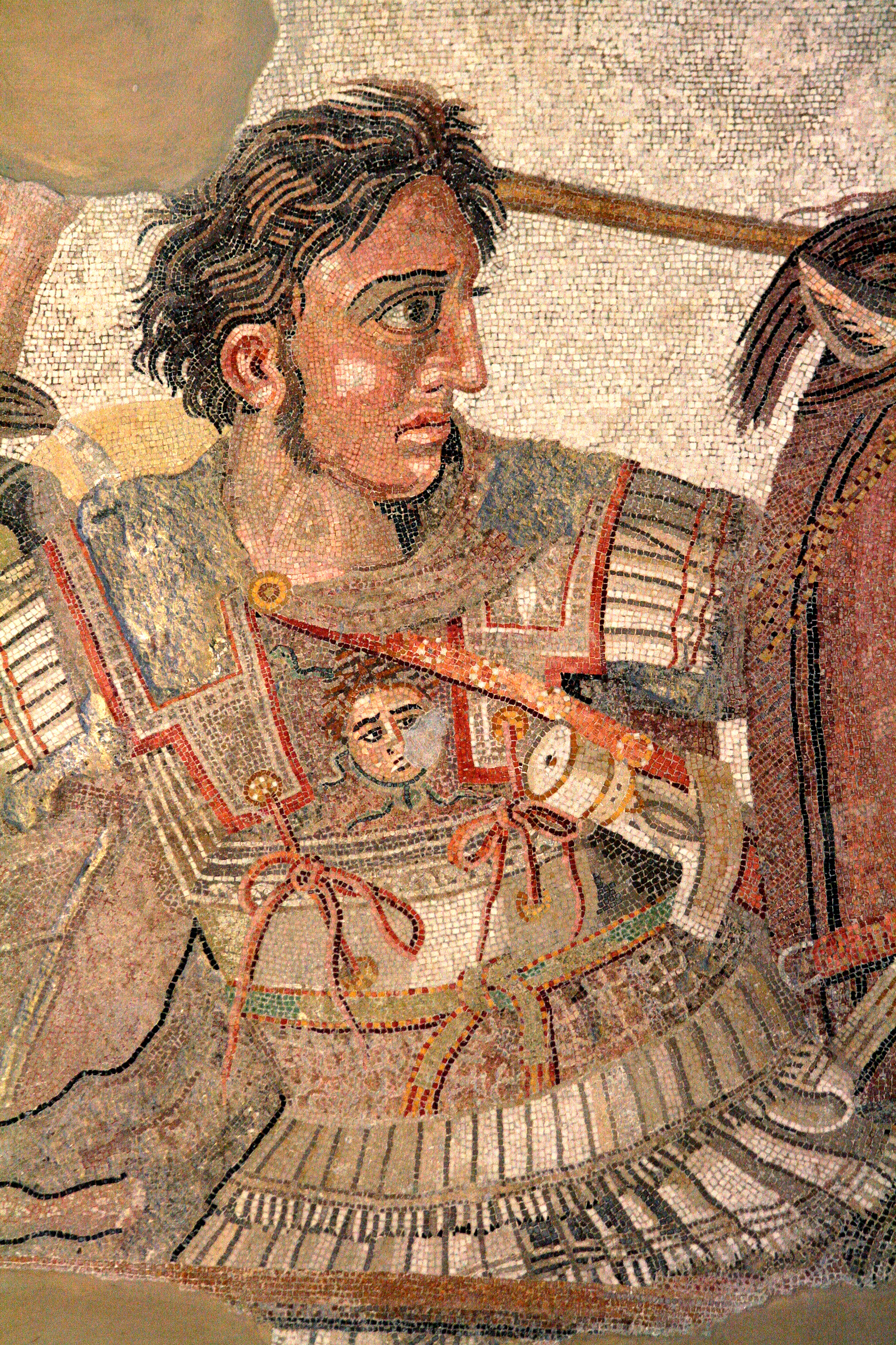
Alexander der Große führte sein Heer von Makedonien bis an den Nil in Ägypten, den Jaxartes in Zentralasien und den Indus im heutigen Pakistan. Ausschnitt aus dem „Alexandermosaik“, Pompeji, Casa del Fauno.

Das Heer Alexanders des Großen mit seinen unterschiedlichen unten angeführten Truppenteilen drang auf seinem Eroberungszug (334–323 v. Chr.) weit nach Asien vor und bestand noch über Alexanders Tod hinaus.

## Grundsätzliches

### Anfänge
Alexander der Große brach im Jahr 334 v. Chr. als König der Makedonen (basileus Makedonōn) mit unumschränkter Befehlsgewalt über das mehrheitlich makedonische, von makedonischen Offizieren geführte Heer zur Eroberung des persischen Achämenidenreichs auf. Bereits Alexanders Vorgänger, vor allem sein Vater Philipp II., auf den auch die Pläne zu diesem Krieg zurückgingen, formten dieses Heer in Hinblick auf das zielgerichtete Zusammenwirken der infanteristischen Komponente (Phalanx) mit einer flexibel einsetzbaren Kavallerie. Nach Niederringung seiner innergriechischen Feinde Theben und Athen in der Schlacht von Chaironeia 338 v. Chr. führte Philipp die Griechen (mit Ausnahme von Sparta) im Hellenenbund von Korinth als Hegemon und Bundesfeldherr (strategōs autokratōr) zusammen. Neben der Wiederherstellung eines allgemeinen Landfriedens der Griechen (koiné eiréne) wurde auch der Beschluss zum Rachefeldzug wegen der Schändungen der hellenischen Heiligtümer durch den Großkönig Xerxes I. im Jahre 480 v. Chr. gegen Persien gefasst. Bereits im Jahr des Bundesbeschlusses entsandte Philipp mehr als 10.000 Krieger, darunter das Gros der griechischen Bundestruppen, unter seinen Feldherren Parmenion und Attalos, über den Hellespont nach Kleinasien. Diese Truppen stießen dort bis nach Magnesia vor, wurden dann aber von dem in persischen Diensten stehenden Memnon wieder an den Hellespont an die Küste der Troas zurückgeworfen. Bevor Philipp mit der Hauptstreitmacht aufbrechen konnte, trat Alexander 336 v. Chr. das Erbe des von einem Leibwächter ermordeten Vaters an. Vor dem Feldzug nach Asien wandte er sich gegen die im Norden und Westen Makedoniens angrenzenden barbarischen Stämme der Triballer, Thraker, Geten und Illyrer, um seine makedonischen Krieger und Offiziere im Einsatz zu testen und gegenüber diesen seine Befähigung als militärischer Führer unter Beweis zu stellen. Seine vom Vater übernommene Stellung als Hegemon der Hellenen behauptete er schließlich mit der Zerstörung des abtrünnig gewordenen Theben. Nach Festigung der Nachfolge auf dem makedonischen Thron und seiner Position als Haupt der verbündeten Griechen betrat Alexander im Mai 334 v. Chr. mit seinem makedonischen Hauptheer in der Nähe von Troja asiatischen Boden, rammte seinen Speer in die Erde und begann den Feldzug gegen Persien.

### Das griechisch-makedonische Heer
Auf der Kampfkraft des im Kern makedonischen Heeres beruhte weitgehend der zukünftige Erfolg Alexanders gegen einen zahlenmäßig überlegenen Gegner in den Schlachten am Granikos 334 v. Chr., bei Issos 333 v. Chr. und bei Gaugamela 331 v. Chr. Den angeschlossenen Truppen der griechischen Verbündeten sollte hingegen keine größere militärische Relevanz zufallen, sie dienten allerdings nicht nur ausschließlich der Repräsentation eines makedonisch-hellenischen Feldzugs; kretische Bogenschützen und extra angeworbene griechische Söldner waren für den frühen Feldzug offenbar militärisch eingeplant. Nach der Niederbrennung des Palastes von Persepolis und der kurz darauf erfolgten Verkündung vom Ende des Rachefeldzugs in Ekbatana wurden die Bundestruppen aus dem Dienst entlassen. Für Athen, welches zuvor noch mit persischem Gold finanziert die Thebaner unterstützt hatte, war die so oft propagierte Rache für die Tempelschändungen des Xerxes nur die Stellung von 20 Schiffen und 700 Hopliten wert, gerade mal ein Zehntel des alliierten Aufgebots. Nach Diodor bot der hellenische Bund insgesamt 7.600 Krieger auf. Die Gefolgschaft der wesentlich wichtigeren thessalischen Reiterei wurde durch die von Philipp II. begründete Assoziation Thessaliens mit Makedonien gesichert, in dem die makedonischen Könige zugleich auch die Position des tagos einnahmen, die in etwa mit einem frühmittelalterlichen Herzog vergleichbar ist, also als oberster Feldherr des thessalischen Bundes. Unter Philipp II. hatte Thessalien formell auch dem korinthischen Bund angehört, aber gerade die Thessalier werden während des Asienfeldzuges stets von den Alliierten abgegrenzt, weshalb sie zu diesem Zeitpunkt wohl nicht mehr ordentliche Bundesangehörige waren, sondern ihre Gefolgschaft zu Alexander einzig auf dessen Feldherrenamt begründeten. Alexander hatte einst als junger Prinz die Thessalier in der Schlacht von Chaironeia angeführt. Dennoch wurden auch sie mit den griechischen Alliierten 330 v. Chr. aus dem Dienst entlassen. Weiterhin gehörten dem Heer neben griechischen Söldnern auch Kontingente der zuvor unterworfenen Balkanstämme der Thraker, Agrianer, Paionier, Triballer und Illyrer an. Mit ihnen mussten Vertreter ihrer Fürstenhäuser ziehen, die als Truppführer dienen und zugleich für die Loyalität der Stämme zu Makedonien garantieren sollten.

### Das asiatische Heer
Im Verlauf des Feldzuges kam es zu einem Wandel im Aufbau des Heeres und des Selbstbildes des Anführers. Nach dem Sieg über den Großkönig Dareios III. erklärte Alexander den Rachefeldzug 330 v. Chr. in Ekbatana offiziell für beendet, entließ alle griechischen Bundestruppen aus ihrer Verpflichtung und begründete als Nachfolger des Dareios seinen Anspruch auf die Herrschaft über Asien, die er durch eine Anknüpfung an altpersische Herrschaftsrituale und Verwaltungsorganisationen untermauerte. Dies schlug sich auch in der Zusammensetzung seines Heeres nieder, dem nach und nach orientalische Truppenteile aus Kleinasien, Ägypten, Syrien, dem Iran, Baktrien, Sogdien, Arachosien, Skythien und zuletzt auch Indien angeschlossen wurden. Aus dem Heer der Perser hatte er unter anderem das Gardekorps der „Apfelträger“ übernommen und nach der Entlassung der makedonischen Veteranen 324 v. Chr. hatte er diese durch 10.000 persische Krieger, vermutlich „Unsterbliche“ ersetzt. Nicht mehr der Rache, sondern zur Durchsetzung des Herrschaftsanspruches seines Anführers sollte das Heer nun dienen, es sollte die Streitmacht des Weltreichs Alexanders werden. Am Ende seines Lebens 323 v. Chr. stellten die Makedonen gegenüber den asiatischen Kriegern nur noch eine Minderheit von eins zu drei dar, besetzten aber weiterhin alle Offiziersposten in der Befehlshierarchie.

## Heeresstärke

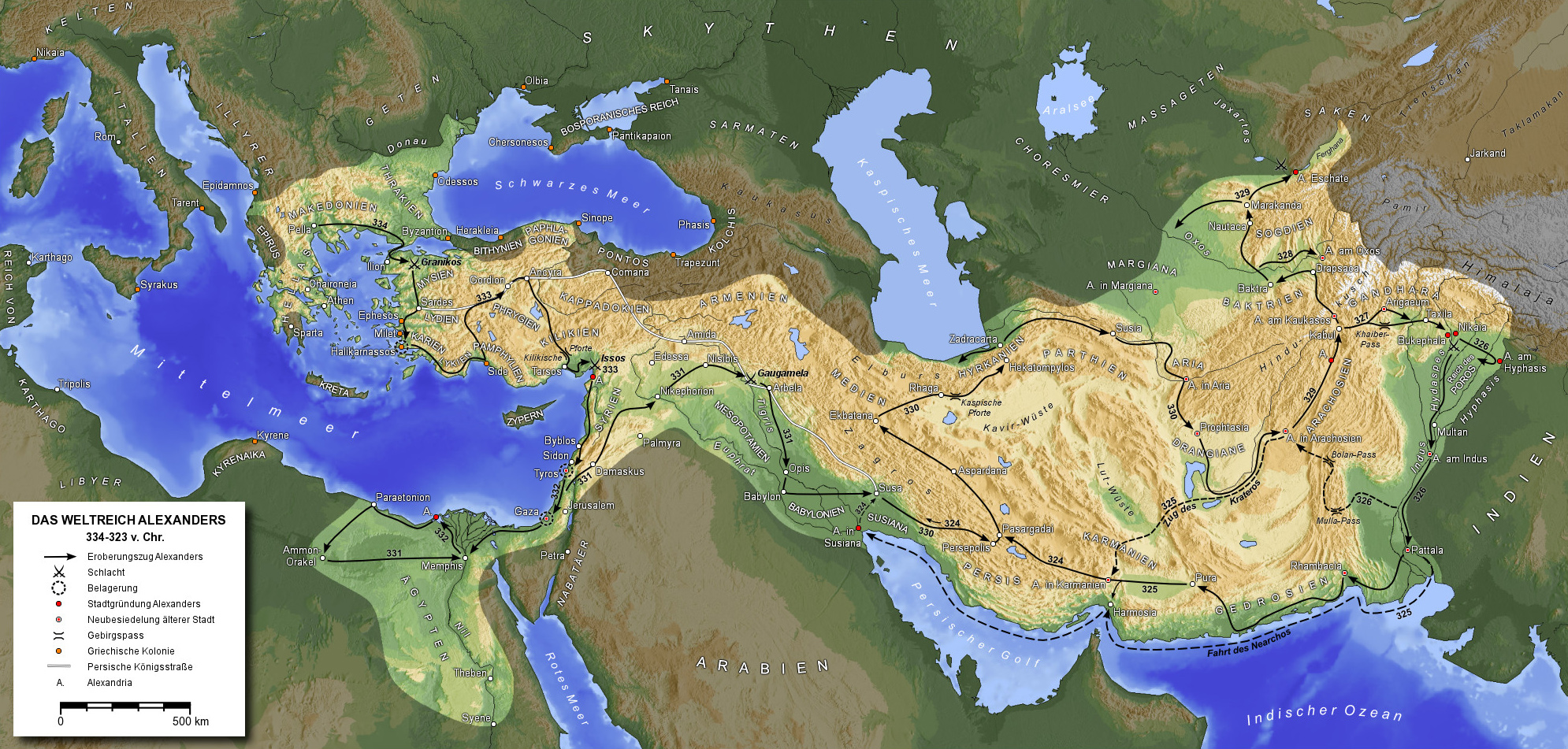
Die Marschroute des Heers Alexanders des Großen

Von den aus der Antike überlieferten uneinheitlichen Zahlen bezüglich der Größe des Heeres zu Beginn des Feldzuges halten Peter Brunt und Robin Lane Fox die von Anaximenes genannten Zahlen für realistisch, während Alexander Demandt die von Diodor genannten Größenordnungen bevorzugt. Letztlich aber bleiben alle vorliegenden Angaben spekulativ, wie Lane Fox in seinen Anmerkungen auch zugibt. Anzumerken ist auch, dass Alexander nicht die gesamten ihm zur Verfügung stehenden Streitkräfte mit sich führte. Etwa 12.000 Infanteristen und 1.500 Kavalleristen ließ er in Makedonien unter dem Befehl des Verwesers Antipatros zurück, um den militärischen Druck auf potenzielle Opponenten der makedonischen Hegemonie aufrechtzuerhalten. Sie bildeten dann auch den Kern der im „Mäusekrieg“ eingesetzten Truppen.
Überlieferte Angaben zum Invasionsheer:
| Autor                | Infanterie | Kavallerie | Summa  |
| -------------------- | ---------- | ---------- | ------ |
| Ptolemaios (F4)      | 30.000     | 5.000      | 35.000 |
| Kallisthenes (F33)   | 40.000     | 4.500      | 44.500 |
| Anaximenes (F15)     | 43.000     | 5.500      | 48.500 |
| Aristobulos (F1)     | 30.000     | 4.000      | 34.000 |
| Diodor (17, 17, 3–4) | 32.000     | 5.100      | 37.100 |
| Justin (11, 6, 2)    | 32.000     | 4.500      | 36.500 |
| Frontin (4, 2, 4)    | ?          | ?          | 40.000 |

Während des gesamten Feldzugs war die Kampfkraft des Alexanderheers von einer kontinuierlichen Zuführung von Verstärkungstruppen aus Makedonien und Griechenland abhängig, mit denen Verluste und Truppenabstellungen ausgeglichen werden konnten. Bereits im ersten Jahr des Feldzuges warb Alexander vor Milet erstmals 300 griechische Söldner an. Während er vor Halikarnassos lag, beorderte er einen Offizier zur Rekrutierung neuer Krieger nach Makedonien, der sich ihm schließlich in Gordion wieder mit 2.000 makedonischen Infanteristen und 300 Berittenen, 200 thessalischen Reitern und 150 Elienern anschloss. In Ankyra traf eine weitere Verstärkung unbekannter Größe aus Makedonien ein. Während das Heer durch Pamphylien zog, wurde ein Offizier auf den Peloponnes zur Söldnerrekrutierung beauftragt, der im Frühjahr 332 v. Chr. im phoinikischen Sidon mit 4.000 Söldnern wieder eintraf. Für die Schlacht bei Gaugamela konnte Alexander schließlich 40.000 Infanteristen und 7.000 Kavalleristen aufbieten.
Kurz vor Beginn des Zuges nach Zentralasien trafen im Herbst 331 v. Chr. noch einmal 6.000 makedonische Infanteristen und 500 Berittene, 3.500 thrakische Infanteristen und 600 Berittene, 4.000 griechische Infanteristen und 380 Berittene sowie 50 Pagen in Sittakene bei Susa ein. Im Frühjahr 330 v. Chr. trafen in Medien 5.000 berittene Söldner und 1.000 zu Fuß und im Herbst desselben Jahres in Areia 5.600 Infanteristen und 930 Berittene ein. Dennoch begann mit dem Weitermarsch in den Osten die Mannstärke des Heeres kontinuierlich zu sinken, was vor allem der Abstellung von Truppen zur Sicherung der Provinzen und ihrer strategisch wichtigen Nachschubwegen, der alten persischen Königsstraßen, geschuldet war. In den nur schwer unter Kontrolle zu bringenden Provinzen Baktrien und Sogdien mussten weiterhin Militärsiedlungen angelegt und Stadtneugründungen mit entsprechenden Schutztruppen versehen werden. Die Gesamtzahl der zwischen Ägypten und Zentralasien zurückgelassenen Truppen betrug in etwa 27.000 Infanteristen und 4.100 Berittene. Kaum erwähnenswert fallen dagegen die Entlassung der griechischen Bundestruppen und die Verluste bei Kämpfen aus, die einschließlich der Schlacht am Hydaspes kaum die 10.000 erreicht haben dürften.
Überlieferte Verlustzahlen:
| Schlacht          | Autor                                        | Infanterie      | Kavallerie      |
| ----------------- | -------------------------------------------- | --------------- | --------------- |
| am Granikos       | Arrian (1, 16, 4)                            | 30              | 85              |
| am Granikos       | Aristobulos                                  | 9               | 25              |
| am Granikos       | Justin (11, 6, 12)                           | 9               | 120             |
| vor Halikarnassos | Arrian (1, 20, 10; 22, 7)                    | mind. 56        | mind. 56        |
| bei Issos         | Diodor (17, 36, 6)                           | 300             | 150             |
| bei Issos         | Curtius Rufus (3, 11, 27)                    | 32              | 150             |
| bei Issos         | Justin (11, 9, 10)                           | 130             | 150             |
| vor Tyros         | Arrian (2, 24, 4)                            | 400             | ?               |
| vor Gaza          | keine Angaben                                | keine Angaben   | keine Angaben   |
| bei Gaugamela     | Diodor (17, 61, 3)                           | etwa 500        | etwa 500        |
| bei Gaugamela     | Curtius Rufus (4, 16, 26)                    | weniger als 300 | weniger als 300 |
| am Polytimetos    | Arrian (4, 3, 7) und Curtius Rufus (7, 7, 3) | 2000            | 2000            |
| bei Gabai         | Arrian (4, 17, 6)                            | 12              | 25              |
| am Hydaspes       | keine Angaben                                | keine Angaben   | keine Angaben   |
| vor Multan        | keine Angaben                                | keine Angaben   | keine Angaben   |

Die für die Sicherungsmaßnahmen abgestellten Kräfte mussten das stetige Zufließen neuer Kräfte bis in die nur schwer zugänglichen zentralasiatischen Landschaften und nach in Indien gewährleisten. Nachdem sich die Heeresgröße bis zum Ende des Jahres 329 v. Chr. in den Weiten Sogdiens und Baktriens auf nur noch ca. 25.000 Mann gesenkt hatte, etwa die Hälfte der Mannstärke zu Beginn des Feldzuges, erließ Alexander an seine eingesetzten Statthalter den Befehl, 30.000 junge Einheimische zu rekrutieren, in makedonischer Kriegsführung auszubilden und mit makedonischen Rüstungen und Waffen auszustatten. Im Frühjahr 328 v. Chr. trafen schließlich in Zariaspa (Balch) zwei Heeresgruppen mit insgesamt 16.400 Infanteristen und 2600 Kavalleristen als Verstärkung aus dem Westen ein, wodurch das Heer für Alexander nun stark genug für sein geplantes Indienunternehmen wurde.
Am Hyphasis (Beas), einem der äußersten der Pundjab-Flüsse, verweigerte das Heer unter seinem Sprecher Koinos erstmals und einmalig den Weitermarsch bis an den von Alexander gesuchten „östlichen Ozean“, in dem der Ganges einmünden würde. Alexander musste hier dem Willen seines Heeres nachgeben und umkehren, was er als seine größte persönliche Niederlage auffasste. Kurz nach der Revolte im Herbst 326 v. Chr., vor dem Beginn der Indusfahrt, erreichte eine große Heeresmacht aus Europa bestehend aus 30.000 Infanteristen und 6000 Kavalleristen den Hydaspes, welche die Kampfkraft des Hauptheeres über die seiner ursprünglichen Größe im Jahr 334 v. Chr. erhöht haben dürfte. Das „Alexanderreich“ in seiner gesamten Westostausdehnung durchquerend, von Makedonien bis an den Indus, hatte diese Truppe für ihren Marsch fast ein Jahr gebraucht. Sie konnte auf sicheren Landwegen marschieren und die mit makedonisch-griechischen Truppen gesicherten Proviantstationen und Stadtneugründungen für Ruhepausen nutzen. Es hatte acht vorangegangene Jahre des Feldzuges bedurft um solche Reisebedingungen zu bewerkstelligen. In Indien hatte sich Alexander ein weiteres vielversprechendes Reservoir zur Truppenrekrutierung erschlossen. Wie Nearchos berichtete, betrug die Gesamtstärke des Heeres zu Beginn der Indusfahrt nun 120.000 Menschen. Eine für antike Verhältnisse gewaltige Größe, wie sie zuvor nur von den persischen Großkönigen zustande gebracht werden konnte.
Den Rückmarsch in den Westen nach Susa bestritt Alexander allerdings nur mit seinen makedonisch-griechischen Heeresabteilungen, die indischen Krieger, die Thraker, griechische Söldner und Zentralasiaten wurden entweder aus dem Heeresdienst entlassen oder zur Provinzsicherung abgestellt. Während vom Indus aus die 10.000 Mann starke Veteranentruppe unter Krateros durch Zentralasien marschierte, führte Alexander vom Indusdelta die Hauptstreitkräfte von 30.000 Mann sowie 10.000 Trossangehörigen durch die gedrosische Wüste (Makran), wo nach sechzig Tagen Marsch, bedingt durch eine fehlgeschlagene Proviantorganisation, nur etwa 15.000 Krieger überlebten. Die Verluste aller zuvor bestrittenen Schlachten und Belagerungen waren zusammengerechnet nicht annähernd so hoch wie in diesem Wüstenmarsch. Bei der Ankunft in Susa 324 v. Chr. hatte das Heer einschließlich der wiederangeschlossenen Veteranen mit 25.000 Mann deshalb wieder die niedrigste Mannstärke seines Bestehens erreicht. Allerdings trafen kurz darauf die 30.000 frisch ausgebildeten persischen Krieger ein, welche das neue Rückgrat des Heeres als Nachfolger (epigonoi) der alten makedonischen Krieger bilden sollten. Deren 10.000 für kampfuntauglich befundenen Veteranen (apomachoi) sollten nach Alexanders Willen aus dem Heeresdienst entlassen und in die Heimat in den Ruhestand zurückgeführt werden. Dies provozierte jedoch den Widerstand der makedonischen Krieger in der Revolte von Opis, die sich gegenüber den Persern, die sie die vergangenen zehn Jahre bekämpft hatten, zurückgesetzt fühlten und die Veteranen um den Sold und die Beute zukünftiger Feldzüge betrogen sahen. Anders als am Beas setzte sich Alexander gegenüber dem Heer dieses Mal durch und ließ die Rädelsführer der Revolte hinrichten. Wenige Tage darauf versöhnte er sich wieder mit seinen Makedonen, deren 10.000 Veteranen nun doch unter Krateros in die Heimat aufbrachen; sie wurden durch die Truppe der 10.000 persischen Lanzenträger der Unsterblichen ersetzt.
In Babylon wurde noch einmal eine kleine griechisch-makedonische Verstärkung dem Heer hinzugeführt, zugleich trafen aber auch 20.000 persische Bogenschützen und Speerwerfer aus der Persis ein, womit das Gesamtheer nun einen deutlich orientalischen Charakter aufwies, mit einem Verhältnis von etwas mehr als drei zu eins zugunsten der Orientalen gegenüber den Makedonen. Am Ende seines Lebens verblieben dem König von Makedonien von seinen Landsmännern nur noch etwa 15.000 in seinem „Reichsheer“, dem er nun mehr als ein orientalischer Großkönig vorstand.

## Der Führungsstab

### Parmenion
Der gemeinsam mit Antipatros ältestgediente Offizier und Gefährte König Philipps II. führte 336 v. Chr. die ersten Vorauskommandos nach Kleinasien an. Durch die Ermordung seines Altersfreundes Attalos im selben Jahr bewies er seine Ergebenheit gegenüber dem neuen König Alexander. Mit Beginn des Asienfeldzuges 334 v. Chr. war Parmenion der oberste strategos des Heeres, vergleichbar der Position eines Generalissimus. Sein hoher Rang und Einfluss schlug sich auch auf die Stellung seiner Söhne Philotas und Nikanor als Befehlshaber der Hetairenreiterei und Schildträger nieder. In den Schlachten oblag Parmenion die Befehlsgewalt über den linken defensiven Flügel des Heeres, mit welchem er die Offensivkräfte der Perser an sich binden und somit Alexander die notwendigen Freiheiten auf dem rechten Flügel für die entscheidenden Reiterattacken gewährleisten sollte. In allen drei großen Schlachten des Feldzuges wurde diese Strategie mit Erfolg angewandt. Abseits davon unternahm Parmenion selbständige Kommandos, wie die Einnahme von Damaskus und die Sicherung des syrischen Hinterlandes, während Alexander Tyros belagerte.
Das persönliche Verhältnis zwischen Alexander und seinem strategos war allerdings stets belastet, weil Parmenion als der ältere und kampferfahrenste Heerführer über eine große Popularität und Autorität im Heer verfügte und er vor allem als offener Kritiker der Pläne Alexanders auftrat. Auch äußerte er ab Ägypten seinen Unmut über die beginnende Orientalisierung des Heeres und Alexanders kolportierte göttliche Filiation von Zeus/Ammon, die dem traditionellen makedonischen Wesen fremd war. In Ägypten ertrank Parmenions jüngster Sohn Hektor im Nil.
In Ekbatana wurde Parmenion 330 v. Chr. mit dem persischen Staatsschatz und fast der Hälfte des Gesamtheeres zurückgelassen, um die Verbindungswege zwischen dem Westen und den zentralasiatischen Provinzen abzusichern. Er wurde nicht von seinem Posten enthoben und doch wird diese Entscheidung als Absicht Alexanders gedeutet, den alten Heerführer in den baldigen Ruhestand abzuberufen. Bevor es dazu kam, wurde sein ältester Sohn Philotas, der zweitälteste Nikanor war kurz zuvor gestorben, in Fara der Verschwörung gegen Alexander angeklagt und nach einem Prozess hingerichtet. Angeblich hatte Philotas unter der Folter auch die Mitwisserschaft seines Vaters bei dieser und anderen Verschwörungen gestanden. Gleich ob diese Anschuldigungen der Wahrheit entsprachen, fasste Alexander den Entschluss, Parmenion töten zu lassen. Parmenion befand sich in Ekbatana in der besseren geostrategischen Lage, konnte Alexander von allen Nachschubwegen abschneiden, hielt seine Hand über die Finanzreserven und verfügte mit der ihm unterstehenden Heeresmacht über die größte militärische Bedrohung, der Alexander seit dem Sieg über die Perser hätte entgegentreten müssen. Um diese Konfrontation zu vermeiden, entsandte Alexander einen Eilboten nach Ekbatana, welcher einen Mordauftrag an die Offiziere des Parmenion übermittelte, die ohne lange zu zögern den strategos bei einem Spaziergang töteten.

### Krateros
Bereits im ersten Jahr des Feldzuges avancierte der Befehlshaber der ersten taxis der pezhetairoi, Krateros, zum ersten Offizier des Parmenion in der Befehlshierarchie. Bei Issos kommandierte er bereits die gesamte Infanterie des linken Heeresflügels, bei Tyros leitete er den maritimen Kampf, um bei Gaugamela erneut die Infanterie der Linken zu kommandieren, dabei aber stets unter dem Oberbefehl des Parmenion. Nach Gaugamela wurden Krateros erste selbständige Kommandos über größere Truppenteile im Kampf gegen die persischen Rebellen in den zentralasiatischen Provinzen anvertraut.
Nach dem Sturz und der Ermordung des Parmenion 330 v. Chr. wurde Krateros an Alexanders Seite Oberkommandierender des Heeres. Im Prozess gegen Philotas hatte sich Krateros als besonders eifriger Ankläger hervorgetan, wohl dabei auch auf die Ausschaltung des Parmenion setzend. Im Gegensatz zu diesem erwies sich Krateros als philobasileus („Freund des Königs“) absolut loyal gegenüber Alexander, obwohl auch er eher der konservativen Fraktion der alten Makedonen angehört haben dürfte. Ähnlich wie sein Vorgänger gewann Krateros den Respekt und die Bewunderung der makedonischen Krieger. In Opis wurden ihm 324 v. Chr. die Veteranen zur Rückführung in die Heimat anvertraut, auch sollte er in Makedonien den Posten des Verwesers von Antipatros übernehmen. So stand Krateros nicht am Totenbett Alexanders in Babylon und konnte deshalb auch keinen Einfluss auf die Nachfolge- und Regentschaftsfrage nehmen, in der sich der Anführer der hetairoi, Perdikkas, durchsetzte. Auch hatte Perdikkas das Oberkommando über das Alexanderheer übernommen, das ebenfalls in Babylon zurückgeblieben war.
Krateros führte dennoch die Veteranen nach Makedonien zurück und unterstützte dort Antipatros, den er als Verweser anerkannte, im Kampf gegen die Griechen im lamischen Krieg. Anschließend stellte er sich im ersten Diadochenkrieg (321–320 v. Chr.) mit Antipatros gegen Perdikkas, fiel jedoch schon in der ersten Schlacht gegen den ehemaligen Sekretär Eumenes.

### Die Leibwächter
Das Korps der Leibwächter (somatophylakes) umfasste traditionell sieben dem König besonders treu ergebene und ihm persönlich nah stehende Personen. Während der Dimnos-Verschwörung wurde ein Leibwächter, Demetrios, der Mitverschwörung angeklagt und hingerichtet, wenngleich seine Mittäterschaft umstritten bleibt. Ein weiterer Leibwächter, Ptolemaios, war entscheidend bei der Aufdeckung der Pagenverschwörung beteiligt.
Mit Ausnahme von Hephaistion und Perdikkas übernahmen die Leibwächter während ihrer Dienstzeit keine ständigen Kommandos innerhalb des Heeres, sondern waren einzig für den persönlichen Schutz des Königs zu jeder Tages- und Nachtzeit vorgesehen. Dennoch wurde ihnen besonders während des Zuges durch Zentralasien und Indien immer wieder das Kommando über mehrere Truppenteile auferlegt, zur Durchführung militärischer Spezialaufträge, bei denen sie Waffenruhm erlangen konnten. Zum Beispiel bei der Verfolgung des Königsmörders Bessos oder bei den Belagerungen sogdischer und indischer Felsenburgen. Nach der Belagerung von Multan wurde die Korpsstärke um den Lebensretter Peukestas kurzzeitig auf acht erweitert. Hephaistion wurde nach seinem Tod nicht ersetzt, womit sich die Korpsstärke wieder auf sieben reduzierte.
1. Leibwächter:
- 334–332 v. Chr.: Arybbas
- 332–323 v. Chr.: Leonnatos, Sohn des Anteas

2. Leibwächter:
- 334–334 v. Chr.: Ptolemaios
- 334–324 v. Chr.: Hephaistion, Sohn des Amyntor

3. Leibwächter:
- 334–323 v. Chr.: Lysimachos, Sohn des Agathokles

4. Leibwächter:
- 334–323 v. Chr.: Aristonous, Sohn des Peisaios

5. Leibwächter:
- 334–333 v. Chr.: Balakros, Sohn des Nikanor
- 333–331 v. Chr.: Menes, Sohn des Dionysios
- 331–323 v. Chr.: Perdikkas, Sohn des Orontes

6. Leibwächter:
- 334–330 v. Chr.: Demetrios
- 330–323 v. Chr.: Ptolemaios, Sohn des Lagos

7. Leibwächter:
- 334–323 v. Chr.: Peithon, Sohn des Krateas

8. Leibwächter:
- 325–323 v. Chr.: Peukestas, Sohn des Alexandros

### Der Kriegsrat
Jeder Schlacht oder jedweder bedeutenden Entscheidung militärischer Art ging eine Beratung Alexanders mit seinen „Freunden“ (philoi) voraus, bei denen es sich nicht immer um Personen der vertraulichen Freundschaft gehandelt haben dürfte, sondern letztlich um die für die anstehenden militärischen Fragen relevanten Personen, also das höhere Offizierskorps. Vom Standpunkt des einfachen Mannes aus waren alle hohen Offiziere sowie Angehörige des Hofstaates, mit denen Alexander täglichen Umgang pflegte, auch „Freunde des Königs“. Dies waren in den ersten Jahren vor allem Parmenion und seine Söhne, die alle wichtigen Truppenteile kommandierten, später kamen Männer wie Krateros, Perdikkas und Hephaistion und seit Indien dann noch Nearchos als Flottenbefehlshaber hinzu. Auch werden die Leibwächter in ihrer Eigenschaft als Anführer militärischer Spezialkommandos eine Stimme im Kriegsrat gehabt haben.

### Das Offizierskorps
Genauso wie Alexander sein Vertrauen ganz auf die Kampfkraft seiner makedonischen Krieger setzte, so baute er in deren Führung allein auf die militärisch-taktische Schulung und die Führungsqualitäten seiner makedonischen Offiziere. Ausnahmslos alle Kommandoposten auf Bataillons- und Gruppenebene wurden mit Makedonen oder mit auswärtig geborenen Griechen besetzt, die das makedonische Bürgerrecht erhalten hatten. Auch die nichtmakedonischen Truppenteile, wie die griechischen Bundestruppen, die griechischen Söldner oder die barbarischen Hilfstruppen wurden stets einem Makedonen anvertraut. Dieser einseitigen Bevorzugung lagen einfache praktische Gründe zugrunde. Die Offiziere Alexanders hatten sich bereits in den Jahren unter Philipp II. hohe Erfahrung im Kampf angeeignet, sie besaßen den gleichen Ausbildungsstand und waren aufs Beste im Zusammenwirken auf dem Feld untereinander abgestimmt. Indem Alexander auch die nichtmakedonischen Kontingente unter eine makedonische Führung stellte, stellte er deren Anpassung an die makedonische Kampfweise und ihre zweckmäßige Integration in den geschlossenen makedonischen Heerkörper sicher. Dies brachte auf dem Schlachtfeld einen unverzichtbaren Vorteil gegenüber den Persern, deren Volksaufgebote häufig eigenständig und untereinander unkoordiniert agierten. Nicht zuletzt waren die Makedonen als Untertanen Alexanders ihm anders als im Hellenenbunde alliierte Griechen direkt zur Gefolgschaft verpflichtet.
Durch alle Ränge hindurch hatten makedonische Offiziere, dem Prinzip des Führens durch Vorbild folgend, ihre Einheiten in vorderster Reihe im Kampf anzuführen, angefangen beim König selbst, der an der Spitze der Kavallerie reitend den Kampf bestritt. Verhältnismäßig wenige Offiziere sind dabei gefallen, entsprechend den schon ungewöhnlich niedrigen Angaben zu den Gesamtverlusten (s. o.). Das Gros der im Feldzugsverlauf umgekommenen Offiziere starb an Krankheiten, die meisten aber überlebten Alexander. Aufstiege in der Befehlshierarchie konnten durch persönliche Auszeichnung und Tapferkeit sowie bewiesener Führungsqualität im Kampf erworben werden. Neben Rangaufstiegen innerhalb des eigenen Truppenteils waren auch Beförderungen vom einfachen Infanterieführer in die „Adelsreiterei“ der Hetairen möglich, wie die Beispiele des Hephaistion, Perdikkas, Koinos oder Seleukos veranschaulichen. Dabei war so manch steile Karriere möglich, wie beispielsweise die von Kleitos „dem Weißen“, der als einfacher Gefährte zu Fuß begann, dann zum taxiarchos eines eigenen Bataillons befördert wurde und schließlich gar zum Anführer einer Hipparchie der Hetairenreiterei aufstieg. Oder der als einfacher Krieger beginnende Peukestas, der durch seine Rettungstat im indischen Multan zum Leibwächter erhoben und später mit der wichtigen Provinz Persis als Statthalter betraut wurde. Aber die wohl steilste Karriere hatte Seleukos eingeschlagen, der den längsten Teil des Feldzuges als einfacher Schildträger bestritt. Erst in Indien ist er als Anführer des königlichen Agemas in einer Führungsposition belegt und wurde nach Alexanders Tod schließlich zum Anführer der Hetairenreiterei und Hofmarschall ernannt. Aus den Diadochenkriegen ging er als König Asiens und Begründer des Seleukidenreichs hervor.
Die makedonische Führung blieb die einzige Konstante in einem Heer, das in seiner Zusammensetzung einem steten Wandel unterzogen war. Nur ein einziges Mal hatte Alexander einen Truppenteil aus etwas mehr als 2000 Mann einem Orientalen namens Pharnuches anvertraut, der eigentlich ein Dolmetscher gewesen war. Dieser wurde sogleich 329 v. Chr. am Polytimetos (Serafschan) von Spitamenes vernichtend geschlagen und verantwortete so die einzige Niederlage einer Truppe Alexanders während des gesamten Feldzuges. Danach verzichtete Alexander den Rest des Feldzuges auf orientalische Feldherrenkunst und setzte wieder ganz auf seine Makedonen. Erst seine persischen epigonoi, welche 324 v. Chr. die alt gedienten makedonischen Krieger ersetzten, sollten auch persischen Offizieren unterstellt werden, die in den Jahren zuvor freilich der makedonischen Kriegsschule gemäß unterwiesen wurden. Der frühe Tod Alexanders im Jahr darauf hatte die nachhaltige Etablierung einer orientalischen Kriegerkaste allerdings verhindert. In den Diadochenkriegen blieb es einzig den makedonischen Generälen vorbehalten um die Nachfolge (diadochē) Alexanders zu kämpfen.

### Die Heeresversammlung
Im makedonischen Staatswesen, in dem neben dem Königtum kein wie auch immer geartetes Kontrollorgan wie etwa eine Ratsversammlung vergleichbar zu Sparta existierte, war der König oberster Kriegsherr und Richter zugleich, sein Wille war Gesetz. Dennoch gebot die Tradition der Makedonen, dass ihr König in Streitfragen den Konsens mit seinen Kriegern suchte und sie anhörte. Denn letztlich fußte die Macht eines Königs auf deren Zustimmung und im Umkehrschluss konnte ein König durch einen Autoritäts- und Ansehensverlust gegenüber seinen Kriegern alles verlieren, einschließlich seines Lebens. Die gesamte makedonische Geschichte war von dieser Herrschaftsordnung geprägt und wurde auch für die späteren Diadochenreiche charakteristisch. Das versammelte Heer bildete bei den Makedonen damit letztlich das den König begleitende Korrektiv, im politischen wie auch militärischen Sinn.
Seinen Unwillen gegen Entscheidungen des Königs brachte das Heer durch eine allgemeine Empörung und Befehlsverweigerung zum Ausdruck. Dazu ernannten die Krieger in der Regel ein oder mehrere hoch angesehene Offiziere als ihre Wortführer. Während des Asienfeldzuges war Alexander mit zwei solcher Empörungen konfrontiert; 326 v. Chr. am Hyphasis (Beas) und 324 v. Chr. in Opis, wo sich die Krieger gegen die von Alexander beabsichtigte Entlassung ihrer Veteranen, die durch persische Krieger ersetzt werden sollten, wehrten. Der König ließ die Rädelsführer der Empörung hinrichten und missachtete seine Makedonen als wortbrüchige Gefährten mehrere Tage lang demonstrativ im Unterschied zu den Orientalen. Damit an der Ehre gepackt traten sie einen Bußgang zu ihm an, der in einer allgemeinen Versöhnung endete, und die Veteranen akzeptierten ihre Ausmusterung.
Die Heeresversammlung war auch Gerichtsgremium, vor allem bei Hochverrat. So hatten sich 330 v. Chr. Philotas, Alexandros Lynkestis und die Verschworenen des Dimnos, sowie 327 v. Chr. die Beteiligten der Pagenverschwörung (Kallisthenes) vor dem Heer zu verantworten. Die Angeklagten hatten sich gegenüber den Kriegern zu verteidigen, welche ihr Urteil lauthals oder mit Waffenlärm kundtaten. Schuldsprüche hatten die Todesstrafe zur Folge, die entweder durch Speerwurf, Hängen oder durch Steinigung durch die anwesenden Krieger vollzogen wurde. Konnte sich ein Angeklagter überzeugend verteidigen, sprach ihm das Heer auf selben Wege von jeder Schuld frei, wie es beispielsweise im Fall des taxiarchos Amyntas geschah.

## Kavallerie

### Die Hetairenreiterei

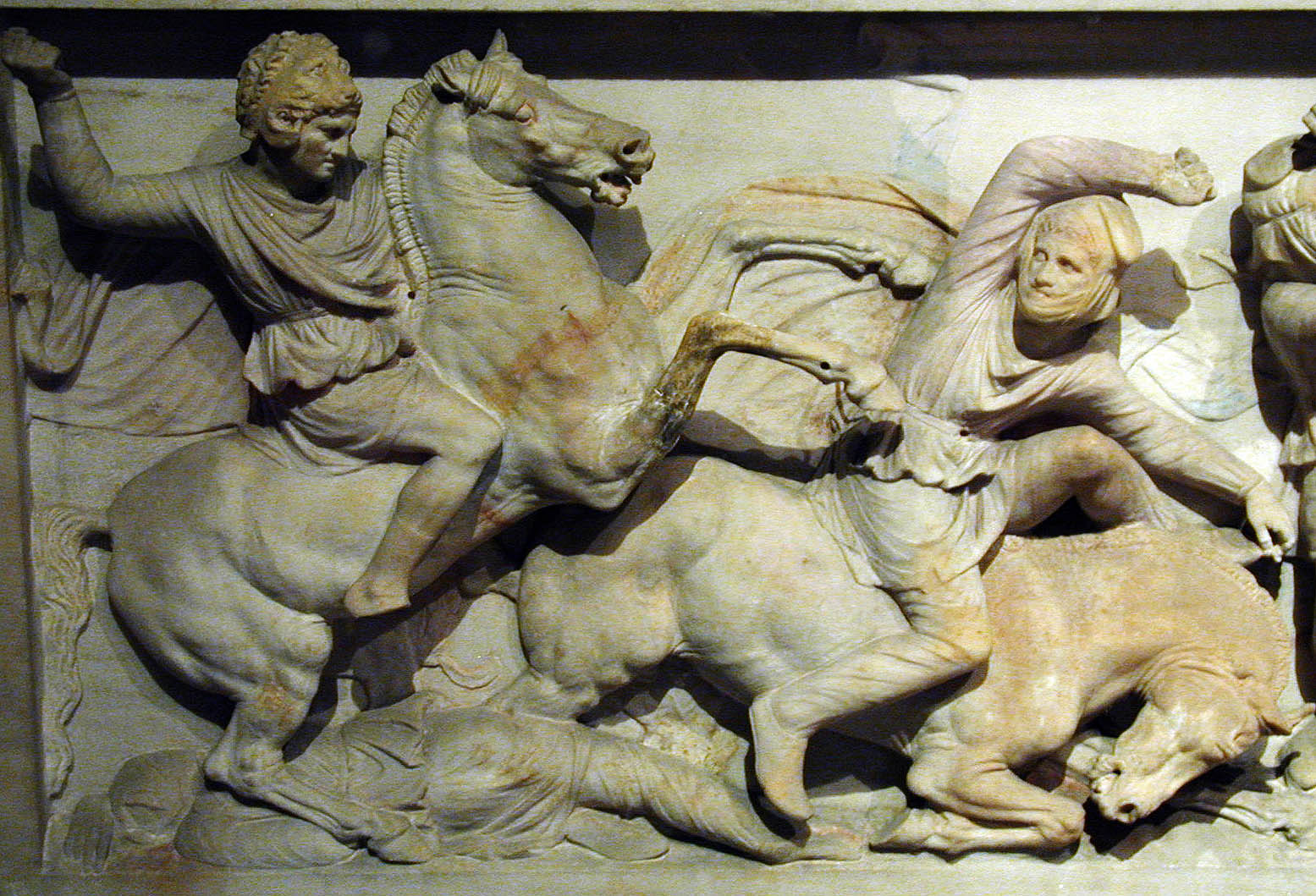
Alexander der Große führte seine Gefährten zu Pferd stets persönlich in die Schlacht. Reliefdarstellung des mit einem Löwenkopf behelmten Alexander in einer Szene aus der Schlacht bei Issos auf dem „Alexandersarkophag“, Archäologisches Museum Istanbul.

Den mit Abstand wichtigsten berittenen Truppenteil des Alexanderheers stellten die Gefährten (hetairoi) zu Pferd dar, welche die schwere Kavallerie bildeten, die Alexander persönlich auf dem rechten Flügel positioniert in die Schlacht zu führen pflegte. Als Hauptoffensivwaffe hatten die mit einer verhältnismäßig kurzen Lanze (Xyston) bewaffneten Hetairenreiter dabei stets im Kampf entscheidendes Gewicht in der taktischen Planung. Rekrutiert wurden die Hetairen aus den Söhnen des makedonischen Adels, weshalb diese Einheit in der Geschichtsliteratur oft auch als „Edelschar“ oder „makedonische Ritterschaft“ bezeichnet wird. Ihre Gesamtstärke bei Beginn des Feldzuges betrug 1.815 Mann. Höhepunkt ihres Einsatzes war zweifelsohne die Schlacht von Gaugamela 331 v. Chr., wo die Hetairen mit dem König an ihrer Spitze in die Lücke des persischen Heeres stießen und die entscheidende Attacke gegen den Großkönig Dareios III. ausführten, der sich darauf zur Flucht wendete und die Schlacht verloren gab. Auch bei der Schlacht am Hydaspes in Indien taten sich die Hetairen entscheidend hervor, als die von Koinos angeführte Abteilung nach einer geschickt vorgetragenen Umgehungsbewegung in den Rücken der feindlichen Linie stieß.
Befehlshaber:
Die Gesamtheit einer Reitertruppe war die hipparchia an deren Spitze ein hipparchos stand. Dies war bei den Hetairen Philotas, der älteste Sohn des Parmenion, der bereits 335 v. Chr. während des Balkanfeldzuges diese Position innegehabt hatte. Nachdem Philotas 330 v. Chr. wegen seiner Beteiligung an einer Verschwörung hingerichtet worden war, hielt es Alexander für angemessen das Kommando über die Hetairen zu teilen, um diesen wichtigsten Truppenteil nicht in der Hand nur eines Mannes zu belassen. Als Anführer der zwei so entstandenen hipparchiai wurden der engste Freund des Königs Hephaistion und der Lebensretter vom Granikos Kleitos „der Schwarze“ ernannt. Ersterer hatte ab 330 v. Chr. auch die der persischen Hoforganisation entnommene Stellung des chiliarchos inne, womit er nun Oberhofmarschall des königlichen Staates und der inoffizielle Oberkommandierende der Hetairen war. Nachdem Kleitos von Alexander 328 v. Chr. im Streit umgebracht worden war, wurde die Kommandostruktur der Hetairen weiter partizipiert, als Alexander nach Indien vorstieß standen nun vier hipparchoi an deren Spitze, Hephaistion, Perdikkas, Koinos und Demetrios, und nach der Schlacht am Hydaspes 326 v. Chr. wird mit Kleitos „dem Weißen“ dann ein fünfter hipparchos genannt. Offenbar hatte sich die Mannstärke der Hetairen in dieser Zeit soweit erhöht, dass sie die Einrichtung einer fünften Hipparchie ermöglichte.
Koinos und wohl auch Demetrios starben noch in Indien und beim verlustreichen Marsch durch die Wüste Gedrosiens wurde offensichtlich auch die Hetairenreiterei dezimiert, denn in Susa 324 v. Chr. bestanden nun wieder vier Hipparchien. Aber nach dem Eintreffen seiner persischen epigonoi beabsichtigte Alexander die Aufstellung einer neuen fünften Hipparchie, die nun aus Söhnen persischer Adliger zusammengesetzt und mit dem Baktrier Hystaspes als Anführer betraut werden sollte. Nach der Revolte in Opis wurde Kleitos mit den Veteranen nach Makedonien abberufen, womit die makedonischen Hetairen wieder von zwei hipparchoi angeführt wurden. Auf den Tod des Hephaistion wurde dieser durch Eumenes ersetzt, die Position des chiliarchos wurde allerdings von Perdikkas übernommen. Damit war dieser 323 v. Chr., aufgrund der Abwesenheit des Krateros, der ranghöchste Offizier am Totenbett Alexanders in Babylon. Von diesem bekam er den königlichen Siegelring überreicht, was Perdikkas als Übertragung der Regentschaft über das Alexanderreich auf sich auffasste.
Schwadronen:
Die Hetairenreiterei war bis 331 v. Chr. in insgesamt acht Schwadronen gegliedert, genannt ilai (singular: ile), wobei von deren sieben je 215 Mann stark waren. Die achte Ile bildete mit 300 Mann das königliche Agema (ile basilike), welches für den persönlichen Schutz Alexanders während der Schlacht zuständig war. Die Reiter von mindestens fünf der sieben anderen Schwadronen wurden aus Landschaften und Städte der Chalkidiki-Halbinsel rekrutiert, die zuvor Philipp II. erobert und mit Makedonen besiedelt hatte. Dies waren Bottaia, Anthemous, Mygdonia, Apollonia und Amphipolis. Eine weitere Ile wurde vermutlich aus dem Umland von Pydna rekrutiert. Jede Ile wurde von einem ilarchos angeführt, von denen allerdings nur jene von der Schlacht bei Gaugamela vollständig bekannt sind.
Ilarchen am Granikos:
- Sokrates, Sohn des Sathon

Ilarchen bei Issos:
- Peroidas, Sohn des Menestheos
- Pantordanos, Sohn des Kleandros

Ilarchen bei Gaugamela:
- Ariston
- Demetrios, Sohn des Althaimenes
- Glaukias
- Hegelochos, Sohn des Hippostratos
- Herakleides, Sohn des Antiochos
- Meleagros
- Sopolis, Sohn des Hermodoros

Die ile basilike wurde sowohl am Granikos, als auch bei Issos und Gaugamela von Kleitos „dem Schwarzen“, angeführt, der in der ersten Schlacht das Leben Alexanders gerettet hatte.
Reiterzüge:
Nach Gaugamela werden keine ilarchoi der Hetairenreiterei mehr erwähnt, weil diese Größeneinheit im Spätjahr 331 v. Chr. in Sittakene abgeschafft wurde. Denn um den berittenen Gefährten eine höhere Einsatzflexibilität zu verschaffen wurden die 8 Ilen nun in 16 Hundertschaften (hekatostuai) gegliedert. Nach 330 v. Chr. waren je acht einer der zwei und in Indien je vier einer der vier Hipparchien unterstellt. Für die fünfte Hipparchie des weißen Kleitos wurden offenbar vier weitere Hundertschaften gebildet, womit deren Gesamtzahl bis zum Marsch durch Gedrosien 20 betragen haben dürfte.
Auch die königliche Ile wurde 331 v. Chr. aufgelöst, ihr Schutzauftrag für den König wurde ab 330 v. Chr. von der Hipparchie des Hephaistion wahrgenommen.

### Die thessalische Reiterei

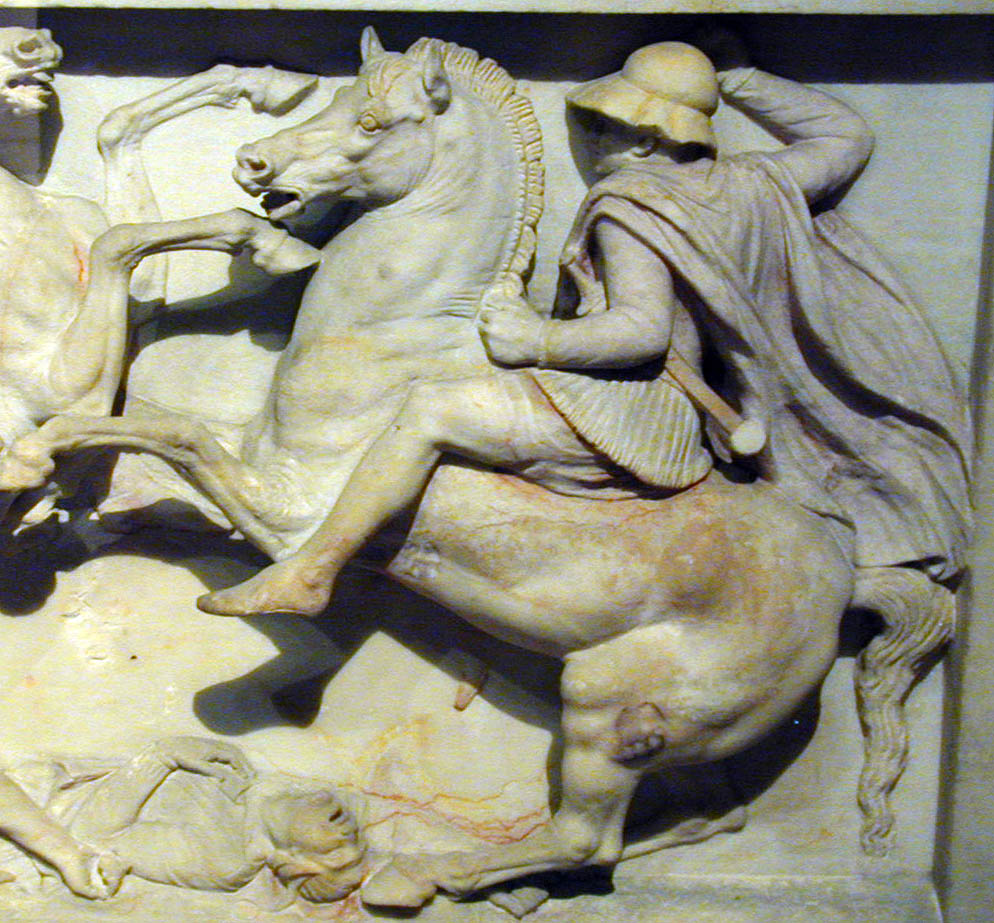
Reliefdarstellung eines thessalischen Reiters auf dem „Alexandersarkophag“, Archäologisches Museum Istanbul.

Neben den Hetairen stellte die thessalische Reiterei den zweiten bedeutenden Truppenteil zu Pferd dar. Diese ebenfalls schwer gerüstete Reiterei wurde stets auf der linken Flanke des linken Flügels positioniert und hatte dort zuallererst Defensivaufgaben zu erfüllen, als Schutz der verwundbaren Flanke der Phalanx gegen die persische Reiterei. Die thessalische Kavallerie hatte sich in der Antike besonders durch ihr diszipliniertes Wirken in eng stehender Formation ausgezeichnet, während sie im offensiven Einzelkampf kaum geschult waren, was sie für defensive Aufgaben geradezu prädestinierte. Geführt wurde diese Truppe von einem hipparchos und bestand 334 v. Chr. aus acht Ilen je 225 Mann, was eine Gesamtstärke von 1800 Mann ausmachte. Aber schon in Gordium wurde sie auf 2000 Mann verstärkt.
Eine der Ilen, die so genannten „Pharsalianer“, stellte in der Schlacht ein Agema für den persönlichen Schutz des Generalissimus Parmenion.
Befehlshaber:
- 334–334 v. Chr.: Kalas, Sohn des Harpalos
- 334–333 v. Chr.: Alexandros, Sohn des Aeropos
- 333–330 v. Chr.: Philippos, Sohn des Menelaos

Mit der Erklärung zum Ende des Rachefeldzuges 330 v. Chr. wurden die Thessalier aus dem Heeresdienst entlassen und konnten in die Heimat ziehen. 130 von ihnen verblieben als Soldtruppen im Heer und wurden den berittenen Söldnern angeschlossen.

### Die Lanzenreiter
Die mit einer langen Sarissa bewaffneten Reiter (sarissophoroi) stellten eine leichte Kavallerieeinheit dar, die auf dem Marsch in der Regel die Vorhut des Heeres bildete, weshalb sie auch prodromoi genannt wurden. In der Schlacht waren sie zusammen mit den Paioniern auf dem rechten Flügel für den Flankenschutz der Hetairenreiterei zuständig. Die Truppe war 600 Mann stark, aufgeteilt auf vier Ilen von je 150 Mann.
Befehlshaber:
- Amyntas, Sohn des Arrhabaios (Granikos)
- Protomachos (Issos)
- Aretes (Gaugamela)

In den weiten zentralasiatischen Provinzen waren die Lanzenreiter für Alexander von besonders hohem militärischem Wert. Um dort den Guerillakampf gegen die lokalen persischen Statthalter führen zu können, musste er hier besonders auf seine leichte und deshalb schnelle und bewegliche Reiterei zurückgreifen.

### Die alliierte griechische Reiterei
Die dem korinthischen Bund angehörenden griechischen Stadtstaaten hatten 600 berittene Kämpfer für den Rachefeldzug gestellt. Diese leicht bewaffnete Reitertruppe hatte kaum militärisches Gewicht und wurde bei Gaugamela als Reserve eingesetzt. Geführt wurde sie von einem hipparchos. Nach dem offiziellen Ende des Rachefeldzuges 330 v. Chr. wurde die Truppe aus dem Heeresdienst entlassen, bis auf jene, welche als Söldner weiterdienen wollten.
Befehlshaber:
- 334–333 v. Chr.: Philippos, Sohn des Menelaos
- 333–330 v. Chr.: Erigyios, Sohn des Larichos

### Die berittenen griechischen Söldner
Die Anzahl der berittenen Söldner betrug 334 v. Chr. vermutlich nicht mehr als 200 Reiter. Bei Gaugamela stand die Truppe auf der äußersten Position des rechten Flügels und damit am rechten Ende der Schlachtformation. Hier gerieten sie zunächst gegen die skythischen Reiter der Gegenseite in schwere Bedrängnis, setzten sich letztlich aber durch und nahmen dann an der entscheidenden Reiterattacke auf das persische Zentrum teil. Nachdem die Bundestruppen und die thessalische Reiterei 330 v. Chr. aus dem Dienst entlassen worden waren, erhöhte sich die Mannstärke der berittenen Söldner, wie auch deren militärische Bedeutung im Kampf in Zentralasien. Auch wurden griechische Söldner angeworben, die zuvor in persischen Diensten gekämpft hatten. Spätestens ab 330 v. Chr. wiesen sie auch keine einheitliche Kommandostruktur mehr auf, da von da an verschiedene Offiziere mit der Führung von Söldnereinheiten betraut wurden.
Befehlshaber:
- Menidas (Granikos, Issos, Gaugamela)
- Philippos, Sohn des Menelaos
- Erigyios, Sohn des Larichos

### Die paionische Reiterei
Das Volk der Paionier stand schon seit den Zeiten Philipps II. in Abhängigkeit zu Makedonien. Auf den Asienfeldzug stellte es eine leichte berittene Ile aus vermutlich nicht mehr als 200 Mann. Die Truppe war in der Regel auf dem rechten Flügel positioniert und wurde angeführt von Ariston, einem Mitglied des paionischen Fürstenhauses. In der Schlacht bei Gaugamela tat sie sich besonders hervor, indem sie die in schwere Bedrängnis geratene Söldnerkavallerie stützten.
Nach Gaugamela wurden die Paionier nicht mehr erwähnt, offenbar weil sie nun in die Einheit der Lanzenreiter integriert wurden.

### Die thrakische Reiterei
Ähnlich wie die Päonier stellten die Thraker, in den Überlieferungen oft auch Odrysen genannt, eine leichte Kavallerieeinheit von etwa 700 Mann. Am Granikos und bei Gaugamela wurden sie von Agathon angeführt. Im Jahr 330 v. Chr. blieb diese Einheit in Ekbatana als Sicherungstruppe zurück. Agathon wurde dort einer der Mörder des Parmenion.

### Die asiatische Reiterei
Ab 331 v. Chr. begann Alexander in größerem Umfang Kontingente, vornehmlich berittene Truppen, der indigenen Bevölkerung des besiegten Persiens in sein Heer aufzunehmen. Zunächst rekrutierte er leicht bewaffnete Speerträger zu Pferd (hippakontistai) aus der Persis, aus Baktrien, Sogdien, Paropamisaden und Arachosien. In Indien standen ihm dann noch berittene skythische Bogenschützen (hippotoxotai) zur Verfügung, die er nach seinem Sieg über dieses Reitervolk am Jaxartes (Syrdarja) angeworben hatte.

## Infanterie

### Die Gefährten zu Fuß
Die Kampfgefährten zu Fuß (pezhetairoi) stellten das infanteristische Äquivalent zu den berittenen Gefährten dar und bildeten als die schwere makedonische Infanterie das Rückgrat der Phalanx. Die Hauptwaffe eines pezhetairos war eine 5–7 m lange beidhändig zu führende Lanze (Sarissa). Er trug einen kleinen mittels eines Lederriemens an seiner Schulter befestigten Schild (eine kleinere Version des Hoplon). In der Schlachtaufstellung machte die makedonische Phalanx den Kern des linken Flügels aus, der die feindlichen Truppen an sich binden und der Reiterei des rechten Flügels die Freiheiten zur entscheidenden Attacke einräumen sollte. Die Pezhetairen hatten 334 v. Chr. eine Gesamtstärke von 9.216 Mann aufgeteilt in sechs taxei von je 1.536 Mann, an deren Spitze ein taxiarchos als Befehlshaber stand.
Befehlshaber 1. Taxis:
- 334–330 v. Chr.: Krateros, Sohn des Alexandros (Granikos, Issos, Gaugamela)
- 330–324 v. Chr.: Gorgias (Hydaspes)

Befehlshaber 2. Taxis:
- 334–323 v. Chr.: Meleagros, Sohn des Neoptolemos (Granikos, Issos, Gaugamela, Hydaspes)

Befehlshaber 3. Taxis (Tymphaia):
- 334–334 v. Chr.: Philippos, Sohn des Balakros (Granikos)
- 334–333 v. Chr.: Ptolemaios, Sohn des Seleukos (Issos; gefallen)
- 333–324 v. Chr.: Polyperchon, Sohn des Simmias (Gaugamela, Hydaspes)

Befehlshaber 4. Taxis:
- 334–332 v. Chr.: Amyntas, Sohn des Andromenes (Granikos, Issos)
- 332–331 v. Chr.: Philippos, Sohn des Balakros (Gaugamela)
- 331–330 v. Chr.: Amyntas, Sohn des Andromenes
- 330–323 v. Chr.: Attalos, Sohn des Andromenes (Hydaspes)

Befehlshaber 5. Taxis (Elimiotis):
- 334–327 v. Chr.: Koinos, Sohn des Polemokrates (Granikos, Issos, Gaugamela)
- 327–325 v. Chr.: Peithon, Sohn des Agenor (Hydaspes)

Befehlshaber 6. Taxis (Orestis und Lynkestis):
- 334–328 v. Chr.: Perdiakkas, Sohn des Orontes (Granikos, Issos, Gaugamela)
- 328–323 v. Chr.: Alketas, Sohn des Orontes (Hydaspes)

Im weiteren Verlauf des Feldzuges, wahrscheinlich nach dem Eintreffen einer großen Verstärkung in Sittakene 331 v. Chr., wurde eine siebente Taxis formiert.
Befehlshaber 7. Taxis:
- 331–327 v. Chr.: Philotas
- 327–326 v. Chr.: Kleitos „der Weiße“ (Hydaspes)

Die Grundformation einer Taxis war das 16 Reihen breit und 16 Reihen tief stehende syntagma (256 Mann). Während des Kampfes hatten die ersten fünf Glieder eines syntagma ihre Lanzen zur Bekämpfung des Feindes eingelegt, während die elf nachfolgenden Glieder durch körperlichen Druck die Phalanx in einer beständigen Vorwärtsbewegung hielten und damit die für die makedonische Phalanx berühmt-berüchtigte Gewalt erzeugten. Zwei syntagmata waren in einem lochos (512 Mann) zusammengefasst, angeführt von einem lochagos, von denen wiederum drei eine Taxis bildeten.
Rekrutiert wurden die Gefährten zu Fuß vornehmlich aus der einfachen Landbevölkerung Makedoniens und waren demnach selbst nicht von adliger Herkunft. Drei taxei waren aus Kriegern des niedermakedonischen Kernlandes gebildet, während die Krieger der anderen drei aus den obermakedonischen Landschaften (Orestis, Lynkestis, Elimiotis und Tymphaia) rekrutiert wurden. Sie wurden häufig auch asthetairoi genannt, was so viel wie „urbane/städtische Gefolgschaft“ bedeutet, da es sich bei ihnen um urbanisierte Bewohner dieser Landschaften handelte, die in Städten angesiedelt wurden, die Philipp II. gegründet hatte, nachdem er diese Landschaften seiner Herrschaft unterworfen hatte. Das Kommando über sie wurde in der Regel einem Angehörigen ihres Stammes (kata ethne) anvertraut.

### Die Schildträger

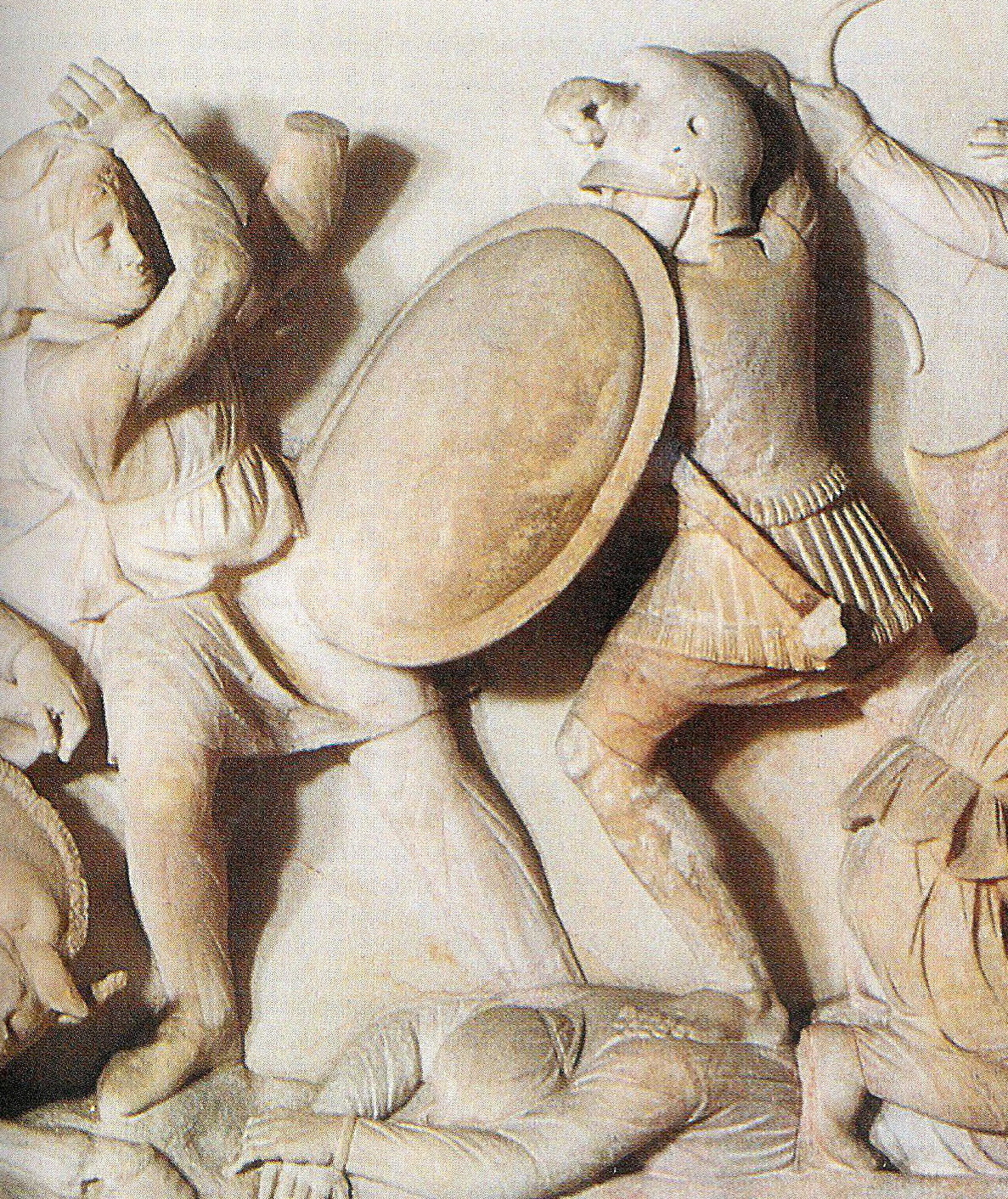
Reliefdarstellung eines makedonischen Schildträgers auf dem „Alexandersarkophag“, Archäologisches Museum Istanbul.

Weil die Gefährten zu Fuß beidhändig die Sarissa führen mussten und sich dabei nur unzureichend selbst schützen konnten, wurde die Einheit der leichtbewaffneten Schildträger (hypaspistes) geschaffen, deren Hauptaufgabe darin bestand, mit ihren größeren Schilden (Hoplon) die verwundbare rechte Flanke der Phalanx zu schützen. Die genaue Mannstärke der Schildträger für das Jahr 334 v. Chr. wird bei keinem Alexanderhistoriker explizit genannt, sie wird allerdings aus einer Beschreibung der Schlacht bei Issos geschlussfolgert, wo ihre Einheit mit der Größe von „zwei Taxeis der Phalanx“ benannt wird, also 3.000 Mann.
Ähnlich wie die Lanzenreiter waren die Schildträger aufgrund ihrer Schnelligkeit und Beweglichkeit in den Kämpfen in Zentralasien von hohem Wert. Neben ihren Schutzaufgaben für die pezhetairoi eigneten sie sich mit fortschreitender Dauer auch den Kampf in der klassischen Phalanxformation an. Die ältesten und erfahrensten Schildträger bildeten nach Alexanders Tod den Kern der Veteranentruppe der „Silberschilde“ (argyraspidai), die in den frühen Diadochenkriegen bekannt wurden.
Befehlshaber:
In allen drei Schlachten gegen die Perser wurden die Schildträger von dem archihypaspistos Nikanor, Sohn des Parmenion, angeführt. Nach dessen Tod 330 v. Chr. wird bis zum Jahr 323 v. Chr. kein weiterer Offizier in dieser Position mehr erwähnt, vermutlich weil danach auf diesen Rang und damit auf eine Oberbefehlsgewalt über die Schildträger gänzlich verzichtet wurde, ähnlich dem Vorbild der Hetairenreiterei. Gelegentlich wird Seleukos, Sohn des Antiochos, in Indien bei der Schlacht am Hydaspes als Befehlshaber der Schildträger genannt, allerdings hatte der wohl nur die Führung des königlichen Agemas inne.
Erst nach Alexanders Tod 323 v. Chr. wird mit Neoptolemos wieder ein archihypaspistos genannt. Ob der diesen Posten schon 330 v. Chr. eingenommen hat, kann nicht festgestellt werden.
Bataillone, Tausendschaften und Fünfhundertschaften:
Tatsächlich gestaltet sich eine Darstellung der Organisationsstruktur der Schildträger kompliziert, da diese in den Überlieferungen nur unzureichend beschrieben ist. Nach Tarn und Berve war die Truppe schon zu Beginn 334 v. Chr. in drei Tausendschaften (chiliarchiai) und diese wiederum in mehrere Bataillone (taxai) untergliedert, allerdings fußt diese These auf nur wagen Beschreibungen bei Arrian, die außerdem in keinem direkten Bezug zu den Schildträgern stehen.
So tritt in der Schlacht am Granikos 334 v. Chr. der Offizier Ptolemaios als Befehlshaber eines nicht näher beschriebenen Infanteriebataillons (taxis) auf, der zusammen mit der Hetairenschwadron des Sokrates eine entscheidende Attacke gegen den Feind durchführte. In der zuvor beschriebenen Schlachtaufstellung war die Ile des Sokrates direkt neben den Schildträgern aufgestellt, weshalb in dem Offizier Ptolemaios ein Anführer einer Schildträgereinheit erkannt wird. Bei der Belagerung von Halikarnassos im selben Jahr treten die taxiarchoi Adeios und Timandros auf, die ihre ebenfalls nicht näher benannten Bataillone unter der Führung des königlichen Leibwächters Ptolemaios gegen die Stadtmauern führten; alle drei wurden dabei getötet. Der genannte Leibwächter Ptolemaios wird dabei als Inhaber der Befehlsgewalt über das Agema der Schildträger und die beiden ihm unterstellten Taxiarchen als Unterführer ebendieses Agemas angesehen. Beide Beispiele und ihre Interpretationen werden in der Geschichtsforschung unterschiedlich bewertet. Gegen die These, in diesen Beschreibungen Einsätze von Schildträgern zu sehen, spricht, dass allein die Größeneinheit der taxis wohl zu groß für Untergruppen der Schildträger gewesen sein muss, da schon allein bei den Pezhetairen eine Taxis rund 1500 Mann ausmachte. Stattdessen konnten die erwähnten taxai und ihre Anführer auch anderen Infanterieeinheiten angehört haben, beispielsweise der Söldner.
Insgesamt treten die Schildträger bis in die Schlacht von Gaugamela 331 v. Chr. stets als ein geschlossener Truppenkörper unter dem Einheitskommando des Nikanor auf.
Im Herbst 331 v. Chr., nach Gaugamela, veranstaltete Alexander in Sittakene zur Erholung des Heeres mehrere Wettkämpfe, bei denen die acht Bestplatzierten mit militärischen Kommandos ausgezeichnet wurden. Der jüngeren Geschichtsforschung (Anson, Milns und Heckel) folgend wurden diese Sieger zu Befehlshabern der Schildträger ernannt, zumal einer von ihnen, Antigenes, später als Anführer der Veteranen dieser Truppengattung zu hoher Prominenz gelangte. Die Wettkampfsieger wurden demnach als Teil einer größeren Heeresreform, von der auch die Hetairenreiterei betroffen war, nun zu Befehlshabern von Fünfhundertschaften (pentakosiarchiai oder lochoi) ernannt, in welche die Schildträger zur Optimierung ihrer Einsatzflexibilität gegliedert wurden. Weil es acht Sieger waren, impliziert dies eine Aufstockung der Schildträger auf 4000 Mann, die man nach dem Eintreffen einer großen Verstärkung in Sittakene zur selben Zeit auch hätte bewerkstelligt können. Weil aber die Schildträger zu späteren Anlässen stets in Drittel oder in Hälften zu 1500 Mann genannt werden, wird eine Erhöhung der Mannstärke ausgeschlossen. Stattdessen wird es für wahrscheinlicher gehalten, dass die zwei erstplatzierten Wettkämpfer (Atarrhias und Antigenes) tatsächlich als chiliarchoi an die Spitze von zwei der erst jetzt gebildeten Tausendschaften gestellt wurden, während die dritte Tausendschaft unter der direkten Befehlsgewalt des archihypaspistos Nikanor verblieb. Die sechs weiteren Wettkampfsieger wären dann die Anführer der sechs Fünfhundertschaften geworden, in welche sich die drei Tausendschaften unterteilten.
Bis auf die Namen der anderen Wettkampfsieger (Philotas „Augaios“, Amyntas, Antigonos, Amyntas Lynkestes, Theodotos und Hellanikos) sind mögliche weitere pentakosiarchoi namentlich unbekannt. Als chiliarchos tritt in Indien 327 v. Chr. kurz vor der Überquerung des Indus noch ein Antiochos auf, vielleicht der Nachfolger des Nikanor in dessen Tausendschaft.
königliche Garde:
Wie die Hetairenreiterei stellten die Schildträger eine Garde (agēma) für den persönlichen Schutz des Königs, sobald dieser zu Fuß kämpfte. Die Mannstärke dieser „königlichen Schildträger“ ist unbekannt. Auch ihre Einbindung in die Kommandostruktur der Schildträger ist nicht genau definiert. Weil sie in den Überlieferungen häufig neben den regulären Schildträgern genannt werden, wird daher gelegentlich angenommen, dass sie eine eigenständige Einheit mit eigenem Kommando bildeten. In der modernen Geschichtsforschung geht man allerdings davon aus, dass die königlichen Schildträger zur Gänze in den regulären Einheiten integriert waren und dass diese Truppe auch nur dann aus erfahrenen, verdienten und adligen Kriegern aufgestellt wurde, sobald Alexander auch tatsächlich zu Fuß kämpfte, was verhältnismäßig selten vorkam. Erst nachdem Alexander 324 v. Chr. aus Indien nach Susa zurückgekehrt war, kam das Agema der Schildträger als Palastwache zu einem ständigeren Einsatz, wobei 500 ihrer Veteranen den innersten, dem Thron am nächsten stehenden, Kreis um Alexander bildeten. Ergänzt wurden sie dabei von der persischen Garde der „Apfelträger“, die Alexander bereits 329 v. Chr. übernommen hatte.
Bekannte Anführer des Agemas waren:
- ? Ptolemaios (Halikarnassos, gefallen)
- Admetos (Tyros; gefallen)
- Hephaistion, Sohn des Amyntor (Gaugamela, verwundet)
- Seleukos, Sohn des Antiochos (Hydaspes).

### Die Bogenschützen
Makedonen und Kreter stellten 1.000 Bogenschützen (toxotai) unter ihren Anführern toxarches oder strategos. Es ist nicht klar, ob sie eine oder zwei voneinander getrennte Einheiten bildeten.
Befehlshaber:
- Klearchos (Granikos, Halikarnassos, gefallen)
- Kleandros (in Pisidien gefallen)
- Antiochos (Issos, in Ägypten gestorben)
- Ombrion/Brison (Gaugamela)
- Tauron, Sohn des Machatas (Hydaspes)

### Das leichte Fußvolk
Die Mannstärke dieser speerwerfenden leichten Infanterietruppe (psiloi) betrug etwa 1000 Krieger, die bei Gaugamela auf dem rechten Flügel von einem Offizier namens Balakros angeführt und besonders effektiv gegen die persischen Streitwagen eingesetzt wurden. Später wurden sie in Zentralasien und letztmals im Swat-Tal 327 v. Chr. im Einsatz erwähnt.

### Die alliierte griechische Infanterie
Die in dem Hellenenbund von Korinth vertretenen Griechen (symmachoi) hatten 7.000 Mann für den Rachefeldzug aufgeboten. Die Bedeutung dieser Truppen unter einem makedonischen Offizier (strategos) war gering, sie wurden hauptsächlich als Reserve eingesetzt. In den Beschreibungen zur Schlacht am Granikos werden sie nicht einmal erwähnt, auch wenn ihre Anwesenheit auf dem Schlachtfeld wahrscheinlich ist. Eine vorrangige Bedeutung hatten diese Truppen für Alexander als Garanten des Wohlwollens der im korinthischen Bund vereinten Griechen, die diesem nicht selten nur unter Zwang angehörten.
Befehlshaber:
- 334–333 v. Chr.: Antigonos, Sohn des Philippos (Granikos)
- 333–331 v. Chr.: Balakros, Sohn des Amyntas (Issos, Tyros, Gaza)
- 331–330 v. Chr.: Karanos (Gaugamela)

### Die griechischen Söldner
Die griechische Söldnertruppe (xenoi) war in einer taxis zusammengefasst und wies zu Beginn des Feldzuges eine Stärke von 5000 Mann auf. Im weiteren Verlauf des Feldzuges variierte die Mannstärke je nach Zuzug von Verstärkung, auch wurden Söldner angeworben, die zuvor in persischen Diensten gekämpft hatten.
In den zentralasiatischen Provinzen wurden die Söldner vor allem im Guerillakampf gegen lokale persische Satrapen und zur Provinzsicherung eingesetzt. Dort begehrten sie jedoch regelmäßig gewaltsam auf, sobald Alexander mit dem Hauptheer weitergezogen war. Auch begannen bald einige Statthalter in privater Rechnung Söldner anzuwerben, die folglich nicht unter der direkten Kontrolle Alexanders standen und deshalb eine Gefahr für seine Herrscherautorität darstellten. Im Jahr 324 v. Chr. entließ Alexander deshalb alle Soldtruppen mit dem Söldnerdekret und verbot seinen Statthaltern die Anwerbung von Söldnern. Ein Großteil der nun erwerbslos gewordenen Söldner wurde noch zu Alexanders Lebzeiten von dem Athener Strategen Leosthenes angeworben und im lamischen Krieg gegen Makedonien eingesetzt.
Befehlshaber:
- 334–331 v. Chr.: Menandros (Granikos, Issos)
- 331–330 v. Chr.: Kleandros, Sohn des Polemokrates (Gaugamela)

### Die thrakische Infanterie
Der Infanterie der Thraker wurden auch die Aufgebote der Triballer und Illyrer angeschlossen, weshalb sie auch als die „barbarische Hilfstruppe“ bekannt ist, und hatte eine Stärke von etwa 7.000 Mann, die später vermutlich je nach Zuzug von Verstärkung variierte. Die Thraker wurden in Zentralasien und Indien zur Provinzsicherung abgestellt.
Befehlshaber:
- 334–328 v. Chr.: Ptolemaios
- 328–326 v. Chr.: Eudemos

Die den Thrakern angehörende Truppe der Speerwerfer (akontistai) wurde von Sitalkes angeführt, wahrscheinlich einem Mitglied des odrysischen Herrscherhauses. Sitalkes blieb 330 v. Chr. in Ekbatana im Stab des Parmenion zurück und wurde einer seiner Mörder.

### Die Agrianer
Dieses leichte 1000 Mann starkes Fußvolk aus dem Volk der Agrianer, angeführt von einem Offizier namens Attalos, wurde bei Issos und Gaugamela jeweils auf dem rechten Flügel eingesetzt und nahm an der Verfolgung des Bessos teil. Danach wird es nicht mehr erwähnt.

### Der Tross und die Kriegsmaschinen
Dem Heer folgte in stetem Abstand ein Tross, dessen Größe nicht zu ermitteln ist. Ihm gehörten Landvermesser (Bematisten), Bergbauspezialisten, Priester, Historiker, Ärzte, Steuerbeamte, Dichter, Philosophen, Schauspieler, Dolmetscher, Künstler, Musiker, Spaßmacher und Hetären an. Später zogen auch die asiatischen Konkubinen der Krieger und deren Kinder, indische Asketen und nicht zuletzt der persönliche Hofstaat des Königs mit. Sogar eine Feldbibliothek mit Werken bedeutender griechischer Dichter, Historiker und Gelehrter wurde mitgeführt, von welchen jene des Homer für Alexander die beliebteste Lektüre darstellte. Er nahm als erster Feldherr Bücher mit in den Krieg.
Für die Kriegsführung war auch eine unbekannte Anzahl von Ingenieuren, Schiffsbauern, Architekten und Pionieren dem Tross angehörig. Die überwiegende Anzahl von ihnen stammte aus den griechischen Städten, von Kreta, Zypern und den Ägäisinseln, deren Gesellschaften über eine wesentlich höhere Kenntnis in technischen Dingen verfügten als die Makedonen. Bereits Philipp II. hatte sich ihr Wissen zu Eigen gemacht. Auf dem Asienfeldzug führten sie für den schnelleren Transport zerlegbare Belagerungsmaschinen, wie fahrbare Türme, Sturmleitern, Rammböcke und Katapulte mit. Alexander setzte als erster nachweislich Feldartillerie auf seinem Balkanfeldzug 335 v. Chr. im Kampf gegen die Illyrer im Kampf ein, nämlich Ballisten, welche Pfeile für den direkten Zielbeschuss über mehrere hundert Meter abfeuern konnten.

### Elefanten
In Indien hatte Alexander nach seinem Sieg am Hydaspes 200 Kriegselefanten requiriert, die er allerdings nicht im Kampf einsetzte, sondern nur das Gepäck transportieren ließ. Erst Perdikkas verwendete sie wieder zur Durchsetzung seines Machtanspruches in Babylon und im ersten Diadochenkrieg. Danach gelangten erstmals überhaupt Elefanten unter der Führung des Antipatros nach Europa, wo sie im zweiten Diadochenkrieg bei der Belagerung von Megalopolis 317 v. Chr. eingesetzt wurden. Ihre Nachkommen wurden schließlich von Pyrrhos in dessen Schlachten gegen Rom geführt.

## Seestreitkräfte

### Die Ägäisflotte
Makedonien war keine der großen seefahrenden Staaten der griechischen Welt und verfügte beim Beginn des Asienfeldzuges 334 v. Chr. folglich auch über keine größere Flotte. Der Transport des Heeres über den Hellespont wurde mittels 160 Triremen bewerkstelligt, zu deren Abstellung sich die Griechen des korinthischen Bundes verpflichtet hatten. Diese Flotte unter einem Offizier namens Nikanor, wahrscheinlich ein Makedone, unterstützte Alexander im Anschluss bei der Belagerung von Milet, aber kaum war die Stadt genommen, wurde die Bundesflotte aufgelöst, bis auf 20 athenische Schiffe, die Alexander als „Geiseln“ behalten wollte. Diese waren der etwa 200 Schiffe zählenden persischen Flotte, welche seit jeher eine vorherrschende Macht in der Ägäis darstellte, zahlenmäßig weit unterlegen. Aber je weiter Alexander in Kleinasien vormarschierte, drohte er durch die persische Flotte unter dem Befehl des Memnon von Makedonien abgeschnitten zu werden und tatsächlich eroberten die Perser bis zum Jahr 333 v. Chr. einige Ägäisinseln. Von Makedonien aus entsandte Antipatros fünfzehn Schiffe unter Proteas, der erfolgreich gegen die Perser agierte. Der Sieg am Granikos und die Erbeutung des persischen Staatsschatzes in Sardis erlaubte es Alexander die Wiederaufnahme der Bundesbestimmungen bei den Griechen zu erwirken, die darauf wieder Schiffe an den Hellespont schickten und die Flotte mit 160 Schiffen wieder ihre ursprüngliche Stärke erreichte. Zahlenmäßig noch immer unterlegen, aber unter der Führung der in Gordion ernannten Offiziere Hegelochos und Amphoteros, konnte sie in der Folge dennoch einige Erfolge verbuchen. Aber erst der Sieg „auf trockenem Land“ bei Issos führte auch eine Entscheidung auf See zugunsten Alexanders herbei, denn die phoinikischen Schiffskontingente der persischen Flotte, deren Rückgrat sie bildeten, wechselten nun auf seine Seite. Die generationenlange Stellung Persiens als Seemacht des östlichen Mittelmeers endete somit.
Die Ägäisflotte stieß im Winter 332 v. Chr. im ägyptischen Pelusium zu Alexander, wo sich Hegelochos wieder in die Reihen der hetairoi einreihte. Proteas hatte sich zuvor schon in Sidon der Streitmacht angeschlossen, allerdings mit nur einer Pentekontere. In Ägypten wurden 30 Triremen unter dem Kommando eines Polemon zur Sicherung des Nildeltas zurückgelassen. Amphoteros behielt jedoch das Kommando über die Flotte und wurde von Alexander von Tyros aus, um 100 phoinikische Schiffe verstärkt, nach Kreta zur Piratenbekämpfung befohlen. Von dort segelte er wohl in Eigenverantwortung den Peloponnes an, um Antipatros im Krieg gegen Sparta beizustehen. Weitere Flottenunternehmungen Alexanders im Mittelmeer sind nach 331 v. Chr. nicht bekannt, weshalb der weitere Verbleib der Ägäisflotte unklar bleibt. Da sie hauptsächlich aus Kapazitäten der alliierten Griechen zusammengesetzt war, dürfte sie nach dem Ende der persischen Bedrohung aufgelöst worden sein. Die 110 Schiffe, mit denen Alexander 323 v. Chr. seinen Schatz nach Makedonien transportieren wollte, stammten vermutlich aus Phoinikien, über das er frei verfügen konnte.

### Die Indusflotte

Die Weltkarte des Hekataios von Milet (5. Jahrhundert v. Chr.) zeigt die vom Okeanos umflossene Oikumene, die damals bekannte Welt. Alexander beabsichtigte den östlichen Rand der Welt an der Mündung des Ganges zu erreichen, was allerdings die Revolte seines Heeres vereitelte.

Schon am Indus kurz vor der Schlacht am Hydaspes hatte Alexander den Bau einer Flotte angeordnet, mit der er sein Heer den Indus hinab zu transportieren gedachte, nachdem er von der Mündung des Ganges, wo er des äußersten Ostens der Oikumene und des dortigen Ufers des Okeanos ansichtig werden wollte, zurückgekehrt sei. Die Meuterei seiner Krieger am Beas hatte dieses Vorhaben zwar zunichtegemacht, aber die Flotte war unter der Anleitung zypriotischer, phönizischer und ägyptischer Schiffsbauer schneller einsatzbereit als erwartet. Sie umfasste 800 Schiffe, darunter 32 Triremen die von jeweils einem trierarchos befehligt wurden, die restlichen Schiffe waren Transporter. Die Flotte stand unter dem Oberkommando des gebürtigen Kreters Nearchos.
Die Trierarchen waren:
aus Pella:
- Hephaistion, Sohn des Amyntor
- Leonnatos, Sohn des Eunous (wohl identisch mit Leonnatos, Sohn des Anteas)
- Lysimachos, Sohn des Agathokles
- Asklepiodoros, Sohn des Timandros (wohl identisch mit Asklepiodoros, Sohn des Eunikos)
- Archon, Sohn des Kleinias
- Demonikos, Sohn des Athenaios
- Archias, Sohn des Anaxidotos
- Ophellas, Sohn des Seilenos
- Timanthes, Sohn des Pantiades

aus Amphipolis:
- Nearchos, Sohn des Androtimos (als nauarchos Oberbefehlshaber der Gesamtflotte)
- Laomedon, Sohn des Larichos
- Androsthenes, Sohn des Kallistratos

aus Orestis:
- Krateros, Sohn des Alexandros[36]
- Perdikkas, Sohn des Orontes

aus Eordaia:
- Ptolemaios, Sohn des Lagos
- Aristonous, Sohn des Peisaios
- Metron, Sohn des Epicharmos
- Nikarchides, Sohn des Simos

aus den makedonischen Städten:
- Attalos, Sohn des Andromenes, aus Stympha
- Peukestas, Sohn des Alexandros, aus Mieza
- Peithon, Sohn des Krateas, aus Alkomenai
- Leonnatos, Sohn des Antipatros, aus Aigai
- Pantauchos, Sohn des Nikolaos, aus Aloris
- Mylleas, Sohn des Zoilos, aus Beroia

aus den griechischen Städten:
- Medios, Sohn des Oxynthemis, aus Larissa
- Eumenes, Sohn des Hieronymos, aus Kardia
- Kritoboulos, Sohn des Platon, aus Kos
- Thoas, Sohn des Mandrodoros, aus Magnesia
- Maiandros, Sohn des Mandrogenes, aus Magnesia
- Andron, Sohn des Kabeleos, aus Teos

von Zypern:
- Nikokles, Sohn des Pasikrates, aus Soloi
- Nitaphon, Sohn des Pnytagoras, aus Salamis

der Perser:
- Bagoas, Sohn des Pharnuches

Weitere Funktionsträger waren: 
- Onesikritos, Sohn des Philiskos, aus Astypalaia (als kybemetes Steuermann von Alexanders Schiff)
- Euagoras, Sohn des Eukleon, aus Korinth (als grammateos Organisator der Flotte)

Die Fahrt begann allerdings nicht auf dem Indus, sondern auf dem Hydaspes (Jhelam), nachdem man die Flotte über Land transportierte. Sie mündete zunächst in den Akesines (Chanab) und von diesem in den Panjnad, welcher wiederum nach kurzer Strecke in den Indus einfließt. Nicht das gesamte Heer wurde zu Schiff transportiert, 10.000 Veteranen unter Krateros marschierten das rechte westliche Ufer und die Elefanten und andere Truppenteile unter Hephaistion das linke östliche Ufer des Hydaspes bis in die Einmündung in den Indus hinab. Dort trennte sich Krateros von Alexander, nachdem er auch die Elefanten und invaliden Kämpfer übernommen hatte, die er mit den Veteranen auf dem direkten Landweg durch die Regionen Drangiana und Areia nach Karmanien führte. Die Hauptstreitmacht setzte die Indusfahrt bis zum Delta fort, das nach insgesamt zehn Monaten auf dem Fluss erreicht wurde. Wegen der am Indus vorkommenden Krokodile und der jährlichen Nilschwemme glaubte Alexander in dem Indus den Oberlauf des Nils entdeckt zu haben, auf dem er direkt flussabwärts bis nach Ägypten fahren könne. Erst von einheimischen Führern erfuhr er, dass der Indus tatsächlich in ein Meer mündete, in den Alexander den südlichen Okeanos und im Indusdelta folglich das südliche Ende der Oikumene vermutete. Schon die Perser hatten durch die Entdeckungsfahrt des Skylax davon gewusst, aber offensichtlich waren Alexander die Überlieferungen des Herodot nicht bekannt. Unterwegs auf dem Indus wurden Kämpfe mit lokalen Stämmen ausgetragen (Belagerung von Multan) und neue Städte gegründet. Am Delta wurden die Kräfte erneut geteilt, während das Heer unter Alexander zu Land durch die gedrosische Wüste marschieren sollte, wurde Nearchos mit einer Erkundungsfahrt entlang der Küste parallel zum Heer beauftragt, welche den alten Seeweg zwischen Mesopotamien und Indien, den schon die Perser vor einigen Generationen befahren hatten, wieder entdecken sollte. Zugleich sollte die Flotte das Heer mit Proviant versorgen, was allerdings folgenschwer scheiterte, weil aufgrund widriger Wetterbedingungen die Abfahrt der Flotte hinausgezögert wurde und sie deshalb den Kontakt zum Heer verlor. Alexander selbst glaubte seine Schiffe im Meer untergegangen. Innerhalb von zehn Wochen konnte Nearchos aber die Flotte doch noch vom Indusdelta bis nach Hormuz navigieren, wo er wieder zu Alexander Kontakt aufnehmen konnte. Anschließend führte er die Flotte durch den persischen Golf bis zur Mündung des Euphrat und anschließend stromaufwärts zum Endziel Susa.
Im letzten Lebensjahr Alexanders wurden unter der Leitung des Nearchos noch vier weitere Seeexpeditionen mit den Schiffen der Indusflotte entlang der Küste der arabischen Halbinsel bis in den Golf von Aden hinein durchgeführt. Sie dienten zum einen der Vorbereitung eines Feldzuges gegen die arabischen Stämme und außerdem die Wiederentdeckung des Seeweges zwischen dem Indischen Ozean und dem Kanal des Pharaos Necho II. zum anderen, den schon die Perser kannten. Der Kanal wurde allerdings nicht erreicht, da dem Kommandanten der vierten Expedition am Vorgebirge von Aden, am Eingang zum roten Meer, der Mut verloren ging und er wieder umdrehte. Erst die Ptolemäer vollendeten einige Jahre später diese letzte Etappe, womit die Fahrten des Nearchos letztlich doch zum Wiederaufleben des Seehandels zwischen dem vorderen Orient nach Indien beigetragen haben. Bis zur Eröffnung der Seidenstraße blieb die Seestraße für Griechen und Römer die wichtigste Handelsroute in den fernen Osten.
Kurz vor seinem Tod beauftragte Alexander einen gewissen Herakleides, Sohn des Argaios, in Hyrkanien mit dem Bau einer Flotte, die den Küstenverlauf des kaspischen Meers erkunden sollte, von dem man damals noch annahm, es sei eine Bucht des Weltmeeres. Diese Expedition wurde allerdings nicht mehr durchgeführt.

## Proviant
Das Heer ernährte sich während seines Marsches von dem Nahrungsangebot der jeweiligen Landschaften, die es durchzog, eine organisierte Proviantversorgung aus Griechenland gab es nicht. In den ersten Jahren des Feldzuges kam dem Heer dabei die im persischen Reich in hohem Umfang betriebene Landwirtschaft zugute, sei es in Kleinasien, der Levanteküste, dem Nilland oder dem Zweistromland. Weiterhin konnte ein von den persischen Großkönigen errichtetes System von Getreidespeichern genutzt werden, das entlang der Königsstraße und anderen wichtigen Verbindungswegen eingerichtet war. Auf persischer Seite hatte dann auch der Feldherr Memnon die Abhängigkeit der Angreifer von der Nahrungsmittelversorgung durch das Land erkannt und gegen sie deshalb eine Strategie der verbrannten Erden favorisiert, bei der die fruchtbaren Landstrichte wie auch die Getreidereservoirs des westlichen Kleinasien vernichtet werden sollten um den Feind allmählich auszuhungern. Dies hatten allerdings die mächtigen Satrapen dieser Provinzen verworfen, da sie ihre Kleinkönigreiche so schadlos wie nur möglich gegen diesen Angriff zu halten hofften; die Folge war die Niederlage am Granikos.
Insgesamt mussten die Krieger Alexanders bei ihrem Marsch bis in die Landschaften Zentralpersiens (heute Iran) hinein keinen Hunger durchleiden, das eroberte Land fiel ihnen unversehrt zu. Erst mit dem weiteren Vordringen in die landwirtschaftlich kaum erschlossenen Wüsten- und Gebirgslandschaften Zentralasiens (heute Afghanistan) ab dem Jahr 330 v. Chr. wurde die Versorgung ein Thema, zumal die dortigen Widerständler Bessos und Spitamenes den von Memnon gefassten Plan aufgriffen und die Nahrungsdepots zerstörten. Bis auf wenige Ausnahmen, wie die Oase von Merw, durchzog das Heer nun dünnbesiedelte unwirtliche Landschaften und war während der mehrere Wochen andauernden Bewältigung der Höhenpässe des zentralasiatischen Gebirgsmassivs längere Phasen des Hungers ausgesetzt. Ebenso verhielt es sich mit dem Durst bei der Durchquerung der Wüsten. Diese entbehrungsreichen Tage konnten durch die gründliche Ausplünderung der lokalen Stämme oder durch den Verzehr der eigenen Pferde und wenn dies nicht mehr möglich war nur noch durch strengste Rationierung bewältigt werden. Im Sommer 329 v. Chr. wurde schließlich Sogdien erreicht, an dessen wasserreichen Flüsse Oxos (Amudarja) und Jaxartes (Syrdarja) sich das Heer wieder erholen konnte.
Den Zug durch Indien hindurch bis zum Indusdelta stellte sich die Nahrungsfrage zunächst nicht mehr, bis der Marsch durch die Wüste Gedrosiens (Makran) anstand. Die Versorgung des Heeres sollte dabei durch die Indusflotte gewährleistet werden, für die eigens große Getreidetransporter gebaut wurden, die parallel zum Heer die Küste entlang segeln sollte. Weil sich die Abfahrt der Flotte aufgrund widriger Windverhältnisse um mehrere Tage verzögerte brach ihr Kontakt zum Heer ab, dessen Wüstenmarsch ohne ausreichend mitgeführten Proviant deshalb in eine Katastrophe mündete, bei der Alexander mehr Krieger verlor als in allen vorangegangenen Kämpfen zusammen. Eine gescheiterte Proviantorganisation hatte ihm seine größte militärische Niederlage zugefügt, welche auch die einzige unter seiner persönlichen Führung blieb. Das Heer konnte sich erst nach einem Sechzigtagemarsch beim Erreichen der Provinz Karmanien wieder erholen.

## Finanzierung
Die finanzielle Basis für den Feldzug gegen Persien hatte bereits Philipp II. gelegt, indem er in großem Stil die Goldminen von Thrakien ausschöpfen ließ, die ihm den ständigen Unterhalt des makedonischen Heeres garantierte. Die Dimension des 334 v. Chr. begonnenen Unternehmens überspannten jedoch auch die finanziellen Ressourcen Makedoniens, bei der besonders die Entlohnung der Söldnerkontingente und der Unterhalt der Ägäisflotte eine zentrale Rolle spielte; Alexander hatte den Feldzug mit Schulden von 1.300 Talenten begonnen und führte gerade einmal 60 Talente in bar mit. Dabei mussten monatlich allein 200 Talente (1 Talent = 26, 2 kg Silber) für die Heeresbesoldung aufgebracht werden, ein einfacher Krieger erhielt eine Drachme täglich. Nicht zuletzt der Kosten wegen, mehr als 100 Talente im Monat, hatte Alexander nach der Belagerung von Milet die Bundesflotte aus der Pflicht entlassen, was die persische Gegenseite in der Ägäis begünstigte. Die Kriegssteuer (syntaxis), welche die befreiten Griechenstädte Ioniens für den Kampf gegen Persien zu leisteten bereit waren, fiel zu gering aus, um die drückendsten Lasten zu decken. Dies vermochte einstweilen erst der persische Staatsschatz für Kleinasien, der in Sardis gehortet wurde und dort Alexander in die Hände fiel, was die Reaktivierung der Bundesflotte mittels 600 Talenten ermöglichte. Durch die Erhaltung des persischen Verwaltungswesens suchte Alexander die Finanzierung des Feldzuges, wie seines Staates insgesamt, auf ein breiteres Fundament zu setzen, denn er hielt an den von den Provinzen zu entrichtenden Tributleistungen fest, deren Höhen einst von den Großkönigen festgesetzt worden waren. Dennoch neigte sich die Heereskasse bis zum Herbst 333 v. Chr. auf einen neuen Tiefststand und Soldzahlungen mussten um mehrere Wochen ausgesetzt werden. Der Sieg bei Issos und noch mehr die darauf folgende Erbeutung des persischen Heertrosses in Damaskus brachte einen Gewinn von 2.600 Talenten in Münzen, dem Jahreseinkommen Makedoniens, und 500 Pfund ungeprägten Silbers ein. Damit konnten nicht nur die ausstehenden Soldzahlungen beglichen, sondern auch der Feldzug für mindestens ein weiteres Jahr finanziert werden. Auch begann Alexander nun mit einer eigenen Münzprägung, nachdem er zuvor einzig die Münzen seines Vaters (philippeioi) benutzt hatte. Im darauf folgenden Jahr konnten die Plünderungen von Tyros und Gaza die Soldkasse entlasten und der Einzug in Ägypten im Frühjahr 331 v. Chr. brachte noch einmal 800 Talente in Gold ein. Plünderung war schon in der Antike ein probates Mittel zur Entgeltung militärischer Dienste, als Reichseroberer musste Alexander allerdings darauf bedacht sein, seine Eroberung so unbeschadet wie möglich übernehmen zu können. Deshalb erlaubte er nur Plünderungen jener Städte, die sich der freiwilligen Unterwerfung verweigerten und deshalb militärisch bezwungen werden mussten, dies waren Tyros, Gaza, Sangala (Sialkot) und Multan.

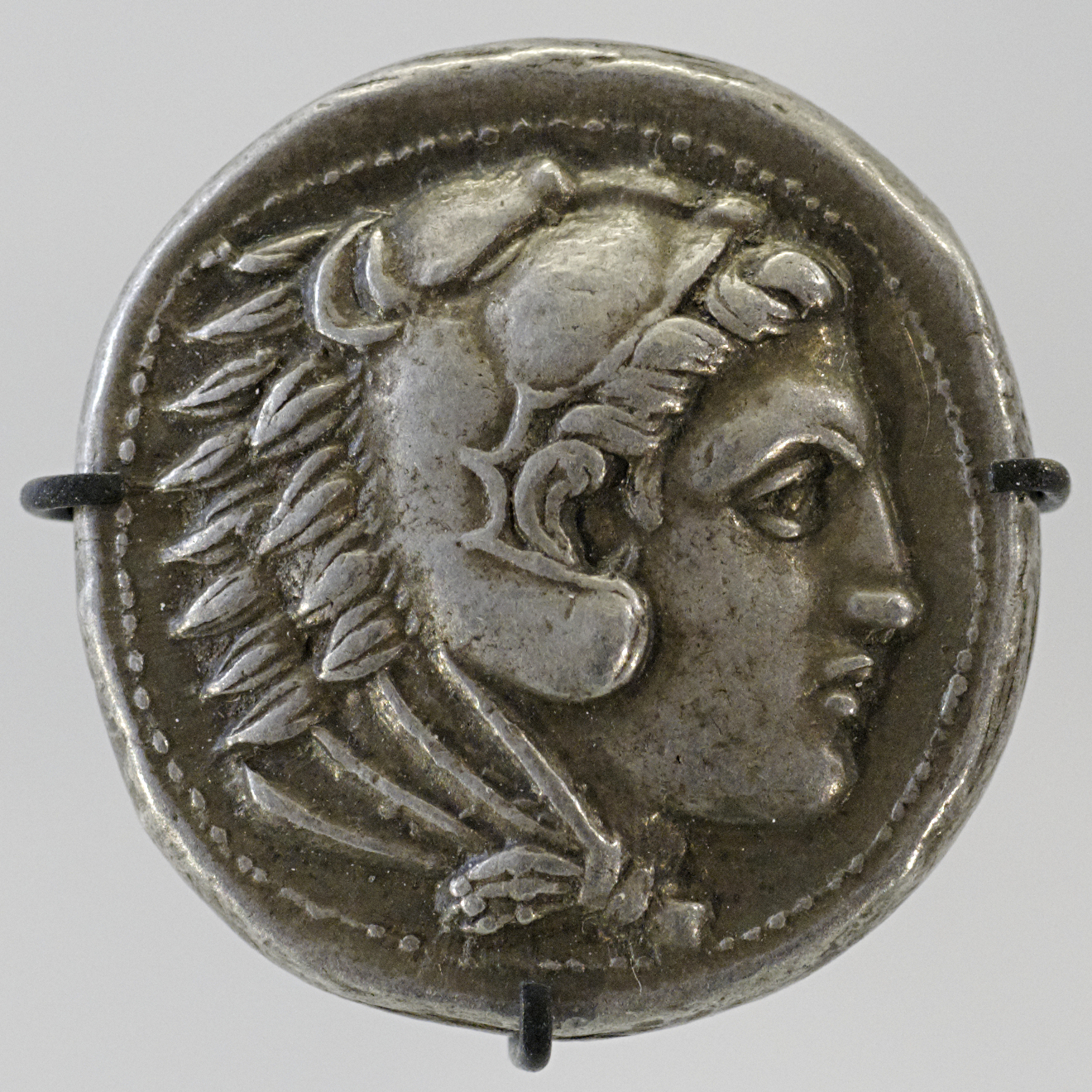
Eine Silber-Tetradrachme (4 Drachmen) mit dem Löwenkopf behelmten Herakles auf der Vorderseite, geprägt in Babylon zur Zeit Alexanders des Großen. Cabinet des Médailles, Paris.

Der Sieg bei Gaugamela und der Einzug in die Königsstädte Babylon, Susa und Persepolis befreiten Alexander endgültig von allen Geldsorgen. Als neuer „König von Asien“ (basileus tēs Asias) war er nun unbestrittener Herr über alle Münzprägestätten seiner persischen Vorgänger und außerdem der neue Eigner deren angehäuften Staatsschatzes, von dem in Susa 30.000 Talente in Silber und in Persepolis allein 120.000 Talente angetroffen wurden. Als reichster Mann der damals bekannten Welt und als Herrscher über das Reich mit dem höchsten Steueraufkommen konnte er von der finanziellen Seite aus nun uneingeschränkt die weitere Feldzugsplanung angehen. Ohne auf Geld noch Rücksicht nehmen zu müssen, konnten nun auch andere Großprojekte neben dem Feldzug, wie der Städte- und Tempelbau (Alexandria) realisiert werden. Wie Alexander Demandt bemerkte, hatten es die persischen Großkönige stets vorgezogen ihre gewaltigen Steuereinnahmen zu horten statt zielgerichtet für den Ausbau ihres Reiches und ihrer Armee zu verwenden, weshalb sich dem Eroberer aus Europa bei jedem weiteren Vordringen der Reichtum Persiens in den Schatzkammern seiner Städte erschloss und er ihn gegen dessen eigentlichen Besitzer, dem Großkönig, verwenden konnte. Denn im Gegensatz zu Dareios III. entstammte Alexander einem Kulturkreis, in dem zu Münzen geschlagene Edelmetalle zur Festigung der Macht, wie zu politischen oder militärischen Zwecken eingesetzt wurden. Die Höhe der gesamten, in zehn Jahren des Feldzuges angehäuften, Beute wird auf etwa 180.000 Talente geschätzt, was einem Münzwert von 1, 4 Milliarden Drachmen entspricht.
Der persische Staatsschatz, der ab 331 v. Chr. Alexanders Staatsschatz war, wurde zunächst von Persepolis nach Susa verlegt, auf über 1000 Lasttieren, um anschließend auch in Schatzkammern in Ekbatana und Babylon verteilt untergebracht zu werden, mit dem Schatzamt wurde der Jugendfreund Harpalos betraut. Diesem und nicht den Satrapen wurde die Oberaufsicht über alle Finanzinspektoren übertragen, welche die Steuereintreibungen und deren Verwendung beaufsichtigten. Während Alexander in Zentralasien und Indien kämpfte hatte Harpalos den Schatz schließlich nach Babylon verlegen lassen, von wo aus er das Heer regelmäßig mit Geld und Söldnern versorgte. Allerdings betrieb er in seinem Schatzamt auch eine üble Misswirtschaft und leistete sich eine aufwendige und geradezu skandalöse Hofhaltung in Babylon, wo er zwei seiner Prostituierten Tempel und Statuen errichten und sie in den göttlichen Stand erheben ließ. Als Alexander aus Indien zurückkehrte und Strafgerichte über unfähige oder gar verbrecherische Beamte hielt, zog es Harpalos im Frühjahr 324 v. Chr. vor aus Babylon nach Athen zu fliehen. Der Verlust von 5000 Talenten in Silber, die der Schatzmeister dabei stahl, fiel dem Gesamtvolumen des Schatzes kaum ins Gewicht, da allein das jährliche Steueraufkommen des gesamten „Alexanderreichs“ 15.000 Talente betrug.
Nach Alexanders Tod zerfiel sein Staatsschatz in den wechselvollen Kämpfen der Diadochen, welche aus diesem Schatz die Mittel für ihre Söldnerwerbung schöpfen konnten. Ein Großteil des Schatzes hatte Alexander noch, bevor er starb, auf 110 Triremen von Babylon nach Makedonien transferieren wollen, allerdings blieb dieser Teil auf die Nachricht von seinem Tod in Kilikien zurück, während die Flotte zur Unterstützung des Antipatros nach Europa weitergesegelt war. Nach dem ersten Diadochenkrieg beließ Antipatros den Schatz in Kilikien, in der Bergfeste Kyinda, unter der Bewachung der „Silberschilde“, lediglich 600 Talente in Silber sollten auf vier Schiffe nach Makedonien gebracht werden. Diese wurden auf die Nachricht von seinem Tod 319 v. Chr. von Antigonos Monophthalmos beschlagnahmt, als sie gerade in Ephesos ankerten. 318 v. Chr. entnahm Eumenes 500 Talente aus Kyinda, die er ebenfalls auf dem Seeweg zu seinem Verbündeten Polyperchon nach Makedonien versenden wollte, allerdings waren einige seiner Schiffe und mit ihnen ein Teil des Silbers zu Antigonos übergelaufen. Der größte Teil des „Alexanderschatzes“ (10.000 Talente) verblieb aber in Kyinda, über den ab 316 v. Chr. Antigonos seine Hand hielt, auch hatte dieser die Schatzkammer von Susa (15.000 Talente) an sich gebracht. Die Bezwinger des Antigonos hatten wahrscheinlich dessen Schatz, wie auch sein Reich, unter sich aufgeteilt, wobei die Reste des „Alexanderschatzes“ in den Staatskassen der neuen Diadochenreiche aufgegangen sein dürfte.

## Das Heer nach Alexander
Der frühe Tod Alexanders 323 v. Chr. in Babylon ließ den etwa 15.000 im Heer verbliebenen Makedonen die maßgebende Rolle in der Nachfolge- und Regentschaftsfrage zukommen. Dabei drohte allerdings ein regelrechter Bürgerkrieg zwischen den Angehörigen der berittenen hetairoi und den infanteristischen pezhetairoi auszubrechen. Letztere fühlten sich nämlich in der Sache von den Anführern der Adelsreiterei übergangen, weshalb sie unter ihren Wortführern Meleagros und Attalos den geistesschwachen Halbbruder Alexanders, Philipp III. Arrhidaios, zum König proklamierten. Bevor es zu Kampf zwischen den Truppenteilen kam, wurde die Lage durch eine Kompromisslösung des Eumenes entschärft, indem sich die Führer der pezhetairoi und der hetairoi die zukünftige Regentschaft teilen und das von den hetairoi favorisierte noch ungeborene Kind Alexanders, Alexander IV. Aigos, als zweiter König anerkannt werden sollte. Beim anschließenden Versöhnungsritual beging der Anführer der hetairoi und Siegelringträger Perdikkas einen regelrechten Staatsstreich, indem er die Anführer der pezhetairoi, allen voran Meleagros, umbringen ließ und anschließend in der Babylonischen Reichsordnung unter Anerkennung des restlichen Offizierskorps die alleinige Regentschaft übernahm. Auch wurde er ihm Oberbefehl des Heeres anerkannt, das bis dahin noch formell der nicht anwesende Krateros innegehabt hatte.
Krateros lagerte während dieser Ereignisse in Kilikien, verzichtete dennoch auf eine Umkehr und führte den letzten an ihn gerichteten Befehl Alexanders, die Veteranen nach Makedonien zurückzuführen, aus. Von diesen blieben allerdings 3000 Veteranen, hauptsächlich Schildträger, unter dem Befehl des Antigenes in Kilikien zurück, die später als „Silberschilde“ (argyraspides) berühmt wurden. In Europa angekommen unterstützte er Antipatros, den er als Verweser anerkannte, im Kampf gegen die Griechen im lamischen Krieg. Anschließend stellte sich Krateros im ersten Diadochenkrieg (321–320 v. Chr.) mit Antipatros und Ptolemaios gegen Perdikkas, fiel jedoch schon in der ersten Schlacht (am Hellespont, 321 v. Chr.) gegen den ehemaligen Sekretär Eumenes.
Nach den ersten bald eintretenden Insubordinationen gegen den Regenten Perdikkas, hatte dieser im Frühjahr 322 v. Chr. das Heer in das westliche Kleinasien geführt, um dort Kappadokien zu erobern und die revoltierenden Pisidier in Kilikien zu unterwerfen. Zu Beginn des ersten Diadochenkrieges führte er das Heer nach Ägypten, um dort einen seiner ärgsten Feinde, Ptolemaios, zu bekämpfen. Nachdem Perdikkas dort aber bei der Überquerung des Nils gescheitert war, wurde er von einigen seiner Offiziere 320 v. Chr. ermordet. Der im Heer populäre Ptolemaios übernahm einstweilen das Kommando und führte es in das syrische Triparadeisos um sich mit seinem Verbündeten Antipatros zu treffen. Dieser hatte aus Europa 32.500 Makedonen mit sich geführt, welche nun in das „Reichsheer“ eingebunden wurden und dieses somit wieder einen makedonischen Charakter annahm. Und weil Antipatros aufgrund seines Alters die höhere Autorität gegenüber den Kriegern verfügte, wurde er auf der Konferenz von Triparadeisos als neuer Regent anerkannt. Dazu traf er die Entscheidung, das „Reichsheer“ in zwei Hälften zu teilen. Die eine beabsichtigte er, einschließlich der Königsfamilie, mit sich nach Makedonien in Europa zu führen. Die andere Hälfte wurde dem zum strategos ernannten Antigonos Monophthalmos anvertraut, welcher in Asien Eumenes und andere überlebende Anhänger des Perdikkas bekämpfen sollte, was ihm in den Schlachten von Orkynia und Kretopolis (beide 319 v. Chr.) auch gelang.
Das Heer Alexanders des Großen befand sich danach in Auflösung. Die von Antipatros mitgeführte Heereshälfte, in der erstmals überhaupt Elefanten nach Europa gebracht wurden, wurde 319 v. Chr. kurzzeitig von Polyperchon übernommen, doch gingen ihre Krieger im zweiten Diadochenkrieg bald auf die Seite Kassanders, dem Sohn des Antipatros, über. Insgesamt bildete sich aus ihr die Basis für das Heer des makedonischen Königreichs, bis zu dessen Eroberung durch Rom. Die zweite Heereshälfte wurde zum Fundament der militärischen Macht des Antigonos Monophthalmos in Asien, mit der er die großen Schlachten gegen Eumenes und die anderen Diadochen schlug. Von diesen Kriegern ließ sich Antigonos 306 v. Chr. zum neuen König des ungeteilten Alexanderreichs erheben, nur um dieses in der Schlacht bei Ipsos 301 v. Chr. mitsamt seinem Leben zu verlieren. Seine Truppen gingen anschließend in den Heeren des Seleukos und des Lysimachos auf und legten die Grundlagen vor allem für die Armeen des zukünftigen Seleukidenreichs.
Die 3000 Mann starke Veteranentruppe, welche 323 v. Chr. in Kilikien zurückgeblieben war, schloss sich bei Ausbruch des ersten Diadochenkrieges 321 v. Chr. wieder dem Reichsheer unter Perdikkas an, doch ihr Anführer Antigenes war am Nil einer der Mörder des Regenten. Nach der Konferenz von Triparadeisos wurde diese Truppe von Antipatros mit der Bewachung des Staatsschatzes im kilikischen Kyinda betraut. Von nun an wurde diese Truppe altgedienter Krieger vor allem als „Silberschilde“ (argyraspides) bekannt, die zu Beginn des zweiten Diadochenkrieges 319 v. Chr. von Eumenes angeworben wurden. Für diesen kämpften sie in den Schlachten gegen Antigonos (Paraitakene und Gabiene, 316 v. Chr.), stellten dabei ihren Ruf als unschlagbare makedonische Kriegerelite unter Beweis und bekräftigten dabei ihren nach wie vor vorhandenen militärischen Wert, der ihnen von Alexander bei Opis noch abgesprochen worden war. Allerdings begingen die „Silberschilde“ am Ende auch Verrat an Eumenes und der so siegreiche Antigonos befahl sie in die Weiten Zentralasiens ab, wo sie in aufreibenden Kämpfen gegen Berg- und Reitervölker zugrunde gehen sollten.

## Nachwirkung
Nicht nur wegen ihres bis dahin beispiellosen Siegeszuges hinterließen die Krieger Alexanders des Großen ein wichtiges Kapitel in der Geschichtsschreibung. Als Träger griechischen Kulturlebens standen sie am Anfang eines neuen zivilisatorischen Zeitalters, des Hellenismus, der den gesamten östlichen Mittelmeerraum fast 2000 Jahre lang prägte. Die vielen tausend Veteranen, Kriegsinvaliden, Söldner und Schutztruppen, die während des Feldzugs zwischen dem Nil und dem Indus in etwa 70 Stadtgründungen und Militärsiedlungen zurückgelassen wurden, brachten Kultur, Religion und zivilisatorische Errungenschaften ihrer griechisch-makedonischen Heimat in die entlegensten Landschaften der damals bekannten Welt, wo sie bereits bestehende Kulturen ergänzten und bereicherten. Vor allem Plutarch aber auch andere antike Autoren schrieben Alexander eine Politik der Völkervermischung und -verständigung zu, in der unter seiner Herrschaft die ehemals verfeindeten Welten Europas und Asiens zu einer neuen Zivilisation zusammenwuchsen. Ganz im Sinne Herodots und vor allem den Ansichten des Isokrates folgend sollte die griechische Kultur als die siegreiche dabei die Leitfunktion übernehmen, indem der orientalisch-barbarische Mensch durch griechische Bildung und Sprache zum Hellenen gemacht wird, zu einem zivilisierten Menschen. Alexander hing diesem Gedanken an, unter anderem in Zurückweisung der Lehren seines Mentors Aristoteles, und verlangte von seinen neuen asiatischen Untertanen nicht nur die Übernahme der makedonischen Kriegsführung, sondern auch das Erlernen der griechischen Sprache, die auf Jahrhunderte hinaus zur Verkehrs- und Gelehrtensprache des gesamten Mittelmeerraums bis nach Indien hinein avancierte. Im Gegenzug ermöglichte Alexander seinen Griechen bzw. Makedonen einen Zugang zum orientalischen Kulturkreis durch persönliche Bande, angefangen mit 10.000 Kriegern und Offizieren, die in der Massenhochzeit von Susa 324 v. Chr. mit Perserinnen verheiratet wurden. Wenngleich sich die höheren Offiziere aus diesen Ehen schon kurz nach Alexanders Tod schnell lösten, so gediehen doch die der einfachen Krieger und später die der Neusiedler fruchtbar, deren Nachkommen beispielsweise für Polybios schon als mixhellēn bekannt waren. Und zumindest die Stammmutter der Seleukiden, die Nachfolger in Asien, war eine Perserin, die Tochter des gefährlichsten Alexanderfeindes Spitamenes.

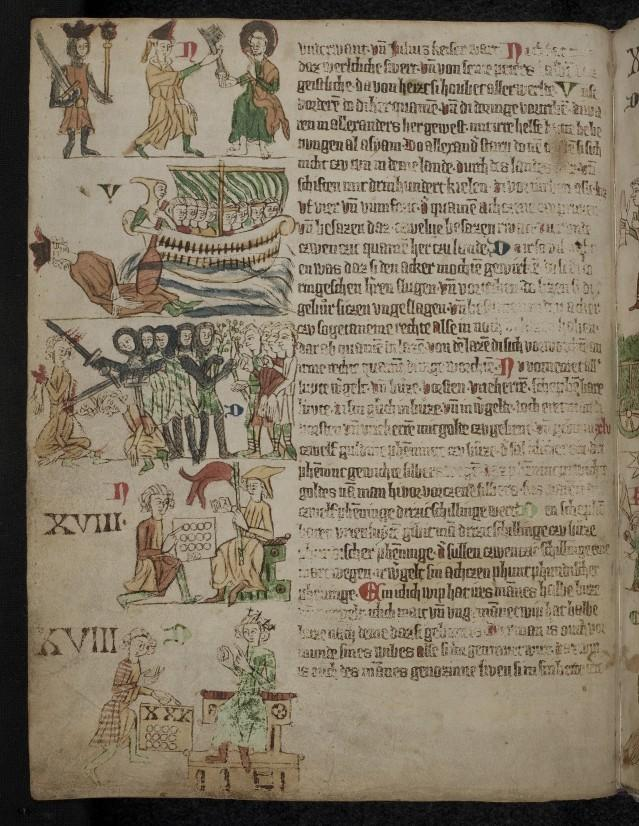
Zweite Darstellung: Die Makedonen des toten Alexanders verlassen auf Schiffen die Gestade Babylons. Dritte Darstellung: Sie erreichen das Land Holstein, töten die einheimischen Thüringer und nehmen deren Frauen. Illustration aus dem so genannten „Heidelberger Sachsenspiegel“, 14. Jahrhundert. Universitätsbibliothek Heidelberg, Codex Palatinus Germanicus 164, Blatt 19v.

Alexanders „Verschmelzungspolitik“ wurde von seinen Diadochen nicht weiterverfolgt, unter ihnen grenzten sich die Hellenen als herrschende Klasse gegenüber Persern und anderen indigenen Völkern klar ab. Dennoch führten sie den Kulturexport aus Griechenland nach Asien fort, der dort unter den zahlreichen Nachkommen der Krieger sowie neu zugezogenen Siedlern zum Tragen kam und letztlich auch die alteingesessenen Kulturen beeinflusste. So wie nur etwas später die Römer den Westen latinisierten, hatten die Gefährten Alexanders die Hellenisierung des Ostens angestoßen und diesen somit zu einem kosmopolitischen Kulturkreis zusammengefasst, indem der einheimische Orientale durch Annahme griechischer Lebensweise als „Hellenist“ (hellēnistai) Anschluss an diesen nun vorherrschenden Kulturkreis gewinnen konnte. Im römischen Reich stand der hellenische Osten gleichberechtigt neben dem lateinischen Westen, ja beeinflusste und überbot sogar diesen auf kulturellem Niveau, oder wie Cicero es formulierte, Latein werde einzig von Römern gesprochen, alle anderen Völker aber sprechen Griechisch. Die meisten der in römischer Zeit schreibenden Alexanderhistoriker waren gebürtige Griechen und ihre Berichte über Alexander und seinen Gefährten verfassten sie in der griechischen Gemeinsprache, der koiné, mit der auch in Indien die Ashoka-Edikte für den Buddhismus und in Palästina das neue Testament für das Christentum warben. In der Spätantike avancierte der griechische Osten in Konstantinopel gar zum neuen Zentrum des römischen Reichsgedankens, der dort nach dem Zusammenbruch des Westens nach der Völkerwanderung im byzantinischen Reich weiterlebte. Erst in der Wende zum Frühmittelalter wurde die hellenistische Kultur in der arabischen Expansion durch den Islam verdrängt.

## Legenden
Laut der von Widukind von Corvey überlieferten Herkunftssage des germanischen Volksstammes der Sachsen stammten diese von makedonischen Kriegern Alexanders des Großen ab, die nach dessen Tod über das Meer reisend an der Küste des Landes Hadeln gelandet seien. Von dort hätten sie und ihre Nachkommen, eben die Sachsen, die im heute niedersächsischen Raum siedelnden Thüringer verdrängt und deren Land in Besitz genommen. Diese Sage fand auch Eingang in das Annolied und in den Sachsenspiegel des Eike von Repgow. Nach Letzterem waren die Makedonen nach dem Tod ihres Königs auf 300 Schiffen von Babylon aus in See gegangen, von denen 18 nach Preußen, 12 nach Rügen und 24 nach Holstein gelangt seien.
Ebenso führen die Angehörigen der heute in den Tälern des pakistanischen Distrikts Chitral ansässigen Volksgruppe der Kalasha ihre Abstammung auf eine makedonische Kriegerschar Alexanders zurück. So habe sich die von einem Offizier namens „Shalakash“ geführte Truppe bei dem Durchzug in dieser Region vom Heer separiert, sich in den Tälern des östlichen Hindukusch niedergelassen und einheimische Frauen genommen, von denen wiederum die Kalasha abzustammen behaupten. Auch die Volksgruppe der Hunza, die im Tal des gleichnamigen Flusses (Gilgit-Baltistan/Kaschmir-Region) ansässig ist, führt ihre Herkunft auf die Gefährten Alexanders zurück.

## Zitate
„Abgesehen aber von den Taten zu Philipps Zeiten haben ihnen diejenigen, die sie nach dessen Tod unter Alexander verrichtet haben, die allgemeine Anerkennung ihrer Tüchtigkeit erworben. Wohl ist ein großer Teil davon auf die Rechnung Alexanders zu setzen, der das Ganze leitete, trotz seines jugendlichen Alters. Nicht geringer aber ist das Verdienst seiner Kampfgefährten und Freunde, welche die Gegner in vielen wunderbaren Schlachten besiegten, viele Mühen, Kämpfe und Strapazen mit Gefahr ihres Lebens bestanden und, nachdem sie in den Besitz des größten Überflusses gelangt und von der reichsten Fülle von Genüssen umgeben waren, welche ihnen die Befriedigung jedes Gelüstes möglich machte, doch weder körperlich erschlafften, noch in sittlicher Beziehung sich der Lasterhaftigkeit oder Ausschweifung hingaben, sondern insgesamt ein königliches Wesen durch hohe Gesinnung, Mäßigung und kühnen Mut [an] den Tag legten, nachdem sie im Umgang mit Philipp und nach ihm mit Alexander gestanden hatten. Es dürfte kaum erforderlich sein, hierfür namentliche Belege zu geben. Nach dem Tod von Alexander aber, als sie um die meisten Teile der bewohnten Erde untereinander kämpften, haben sie sich gleichfalls einen Ruhm erworben, der in vielen Schriften auf die Nachwelt gebracht ist.“

„Der junge Alexander eroberte Indien. Er allein?“

## Stationen des Alexanderzuges

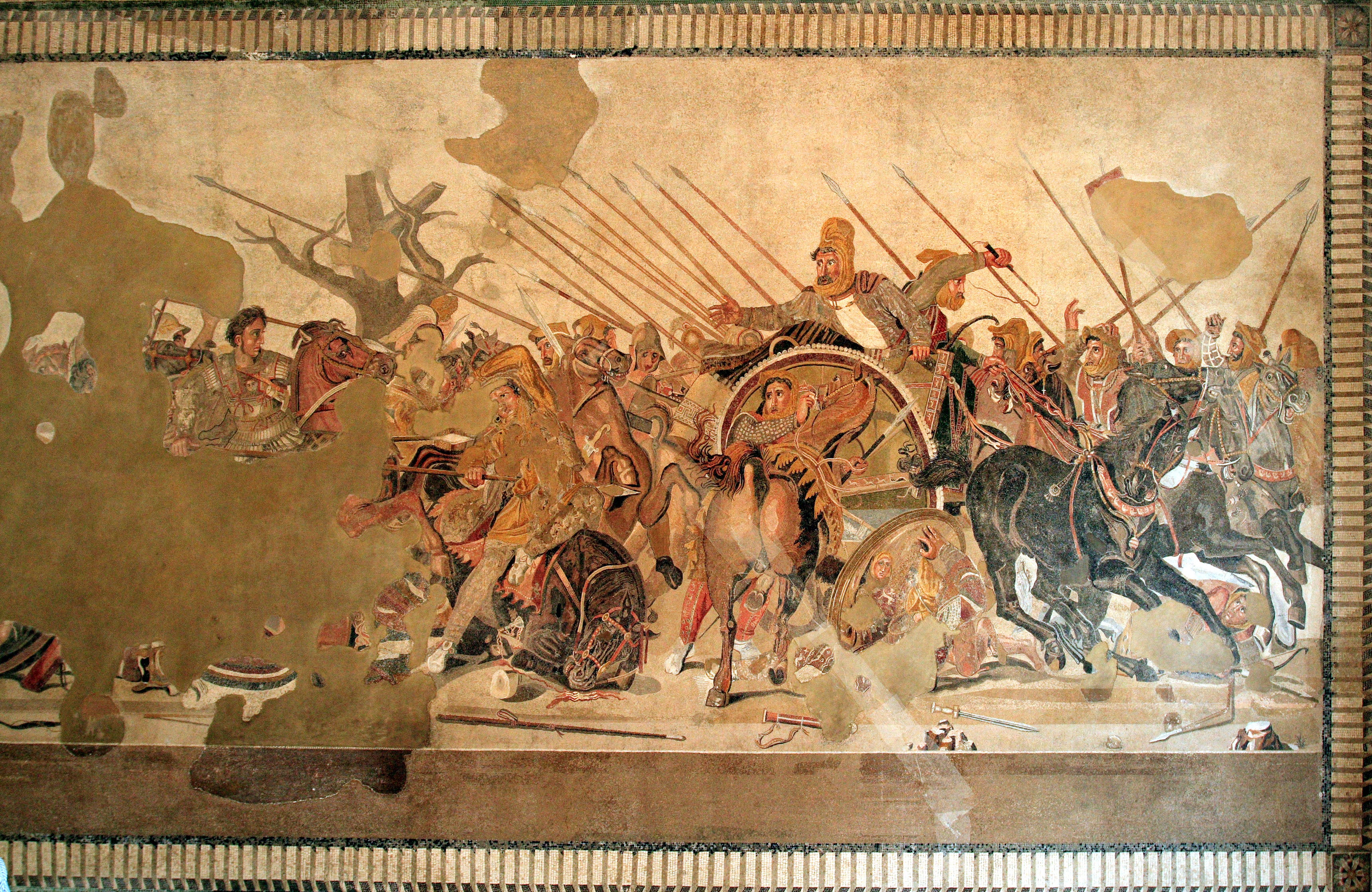
Alexander und seine Gefährten in der Schlacht gegen die Perser. „Alexandermosaik“, Pompeji, Casa del Fauno.

- Mai 334 v. Chr.: Alexander betritt asiatischen Boden; Sieg in der Schlacht am Granikos
- Sommer 334 v. Chr.: erfolgreiche Belagerung von Milet
  - Verstärkung 334 v. Chr. bei Milet: 300 Söldner
- Sommer–Herbst 334 v. Chr.: erfolgreiche Belagerung von Halikarnassos
  - Verstärkung im Frühjahr 333 v. Chr. in Gordion: 2.000 makedonischen Infanteristen und 300 Berittene, 200 thessalischen Reiter und 150 Eliener
- November 333 v. Chr.: Sieg in der Schlacht bei Issos
- Frühjahr–Sommer 332 v. Chr.: erfolgreiche Belagerung von Tyros
  - Verstärkung im Sommer 332 v. Chr. in Sidon: 4.000 Söldner
- Oktober 332 v. Chr.: erfolgreiche Belagerung von Gaza
- Spätjahr 332–Frühjahr 331 v. Chr.: Alexander in Ägypten, Krönung zum Pharao
  - Verstärkung Frühjahr 331 v. Chr. in Memphis: 400 berittene griechische Söldner und 500 berittene Thraker
- Frühjahr–Sommer 331 v. Chr.: Ruhemonate in Tyros
- 1. Oktober 331 v. Chr.: Sieg in der Schlacht von Gaugamela und danach Einzug in Babylon
  - Verstärkung im Herbst 331 v. Chr. in Sittakene: 6000 makedonische Infanteristen und 500 Berittene, 3500 thrakische Infanteristen und 600 Berittene, 4000 griechische Söldner zu Fuß und 380 zu Pferd, 50 Pagen
- Herbst 331 v. Chr.: Einzug in Susa
- Januar 330 v. Chr.: erfolgreiche Einnahme der „persischen Tore“, darauf Einzug in Persepolis und Brand des Königspalastes
- Sommer 330 v. Chr.: Einzug in Ekbatana und darauf erfolgreiche Einnahme der „kaspischen Tore“
  - Verstärkung 330 v. Chr. in Medien: 5000 griechische Söldner zu Fuß und 1000 zu Pferd
- Juli 330 v. Chr.: Dareios III. wird ermordet.
  - Verstärkung im Sommer 330 v. Chr. in Zadrakarta: 1.500 ehemals in persischen Diensten stehende griechische Söldner
- Oktober 330 v. Chr.: Dimnos-Verschwörung, Prozess gegen Philotas und Ermordung des Parmenion
  - Verstärkung Herbst 330 v. Chr. in Areia: 5.600 Infanteristen und 930 Berittene
- Spätjahr 330 v. Chr.: Überschreitung des Hindukusch nach Baktrien und Sieg über Satibarzanes
- Sommer 329 v. Chr.: Ergreifung des Bessos
- 329 v. Chr.: Niederlage einer Heeresabteilung am Polytimetos (Serafschan) gegen Spitamenes
- Herbst 329 v. Chr.: Sieg über die Skythen in der Schlacht am Jaxartes
- Frühjahr 328 v. Chr.: erfolgreiche Belagerung des sogdischen Felsens (Ariamazes)
  - Verstärkung 328 v. Chr. in Zariaspa: 16.400 Infanteristen und 2.600 Kavalleristen
- Sommer 328 v. Chr.: Ermordung des Kleitos
- Herbst 328 v. Chr.: erfolgreiche Belagerung des Felsens von Chorienes (Sisimithres)
- Dezember 328 v. Chr.: Sieg über Spitamenes in der Schlacht von Gabai
- Frühjahr 327 v. Chr.: Pagenverschwörung
- Sommer 327 v. Chr.: Überschreitung des Hindukusch nach Indien
- Winter 327–326 v. Chr.: erfolgreiche Belagerung des Felsens von Aornos (Pir-Sar) im Swat-Tal und Einzug in Taxila
- Mai 326 v. Chr.: Sieg in der Schlacht am Hydaspes
- September 326 v. Chr.: das Heer verweigert am Hyphasis (Beas) den Weitermarsch
  - Verstärkung im Herbst 326 v. Chr. am Hydaspes: 30.000 Infanteristen und 6.000 Berittene
- November 326–September 325 v. Chr.: Fahrt auf dem Indus
- September–Dezember 325 v. Chr.: verlustreicher Marsch durch die gedrosische Wüste (Makran), Ankunft in Karmanien
- Februar 324 v. Chr.: Einzug in Susa und Massenhochzeit
  - Verstärkung im Frühjahr 324 v. Chr. in Susa: 30.000 persische Infanteristen und Kavalleristen
- Frühjahr 324 v. Chr.: die Revolte des Heeres in Opis wird niedergeschlagen, die Veteranen in die Heimat entlassen
- Herbst 324 v. Chr.: Einzug in Ekbatana; Hephaistion stirbt
- Winter 324–323 v. Chr.: Feldzug gegen die Kossaier
- Frühjahr 323 v. Chr.: Einzug in Babylon
  - Verstärkung 323 v. Chr. in Babylon: berittene Söldner unbekannter Anzahl und 20.000 persische Bogenschützen und Speerwerfer
- 10. Juni 323 v. Chr.: Alexander stirbt